# Saison NBA 2010-2011
Navigation
Saison 2009-2010 Saison 2011-2012
La saison NBA 2010-2011 est la 62e saison de la NBA (65e en comptant les trois saisons BAA).
La saison régulière se dispute du 26 octobre 2010 au 13 avril 2011. Elle comprend 1230 matchs, chaque franchise en disputant 82.
Le NBA All-Star Game 2011 a eu lieu le 20 février 2011 au Staples Center de Los Angeles, le parquet des Lakers et des Clippers. Les Mavericks de Dallas sont champions de NBA en 2011, ils battent le Heat de Miami lors des finales (4-2).

## Pré-saison
Le NBA Europe Live Tour 2010, 5e édition du NBA Europe Live Tour a lieu du 3 au 7 octobre 2010 avec les équipes de NBA Knicks de New York, Timberwolves du Minnesota, Lakers de Los Angeles ainsi que les équipes européennes (Armani Jeans Milano et Regal FC Barcelona). Dallas et Phoenix disputent un match en extérieur sur l'habituel court central de tennis d'Indian Wells le 9 octobre. Houston et New Jersey s'affrontent dans le 5e NBA China Games le 13 octobre à Pékin, et le 16 octobre à Guangzhou.

### Transactions

#### Entraîneurs
| Équipe                         | Entraîneur 2009-2010     | Entraîneur 2010-2011 |
| ------------------------------ | ------------------------ | -------------------- |
| 76ers de Philadelphie          | Eddie Jordan             | Doug Collins         |
| Hornets de la Nouvelle-Orléans | Jeff Bower               | Monty Williams       |
| Nets du New Jersey             | Kiki Vandeweghe          | Avery Johnson        |
| Hawks d'Atlanta                | Mike Woodson             | Larry Drew           |
| Bulls de Chicago               | Vinny Del Negro          | Tom Thibodeau        |
| Cavaliers de Cleveland         | Mike Brown               | Byron Scott          |
| Clippers de Los Angeles        | Kim Hughes (basket-ball) | Vinny Del Negro      |
| Warriors de Golden State       | Don Nelson               | Keith Smart          |

- Le 21 mai, les 76ers de Philadelphie embauchent Doug Collins en tant qu'entraîneur[4]. Il remplace Eddie Jordan (basket-ball) licencié le 15 mai[5].
- Le 7 juin, les Hornets de la Nouvelle-Orléans nomment l'entraîneur-adjoint des Trail Blazers de Portland Monty Williams au poste d'entraîneur[6] remplaçant l'entraîneur intérimaire, Jeff Bower qui reste le manager général de la franchise[7].
- Le 10 juin, les Nets du New Jersey embauchent Avery Johnson au poste d'entraîneur[8]. Son prédécesseur, l'entraîneur intérimaire Kiki Vandeweghe arrivant en fin de contrat[9].
- Le 13 juin, les Hawks d'Atlanta promeuvent l'entraîneur-adjoint Larry Drew au poste d'entraîneur[10], l'ancien entraîneur Mike Woodson arrivant en fin de contrat[11].
- Le 23 juin, les Bulls de Chicago embauchent l'entraîneur-adjoint des Celtics de Boston Tom Thibodeau[12] qui remplace Vinny Del Negro limogé le 4 mai[13].
- Le 1er juillet, les Cavaliers de Cleveland nomment Byron Scott entraîneur[14] en remplacement de Mike Brown licencié le 24 mai[15].
- Le 7 juillet, les Clippers de Los Angeles embauchent Vinny Del Negro au poste d'entraîneur[16] remplaçant l'entraîneur intérimaire Kim Hughes (basket-ball) licencié le 15 avril[17].
- Le 27 septembre, les Warriors de Golden State promeuvent l'entraîneur-adjoint Keith Smart au poste d'entraîneur, en remplacement de Don Nelson qui a démissionné après avoir pourtant resigné[18].

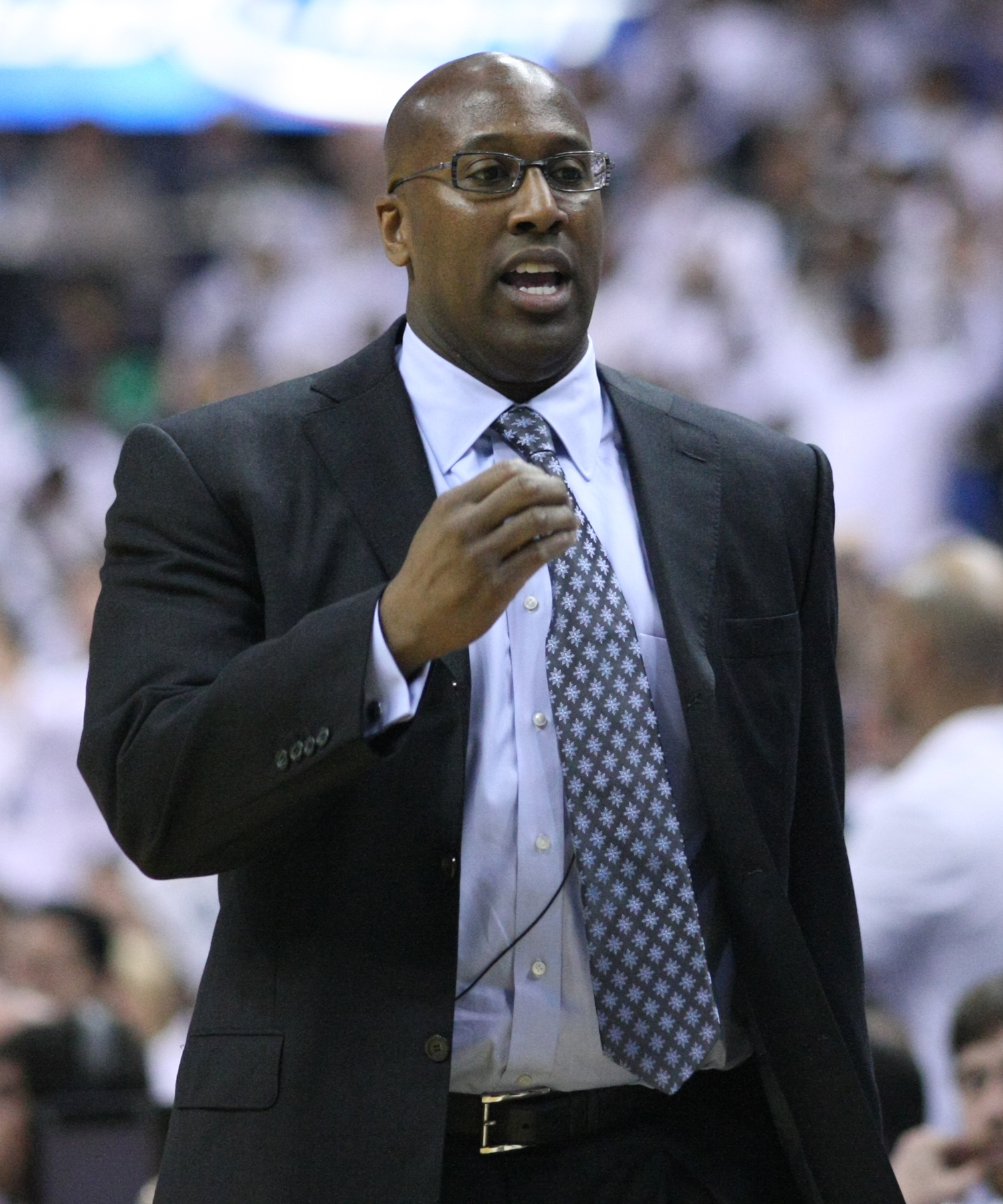
Mike Brown entraîneur des Cavaliers de Cleveland entre 2005 et 2010 est remplacé
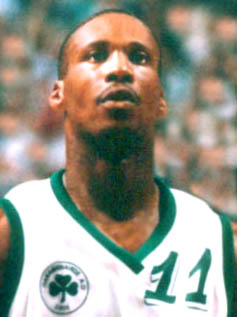
par Byron Scott ex-entraîneur des Nets du New Jersey et des Hornets de la Nouvelle-Orléans.

#### Échanges
- Les Knicks de New York échangent David Lee qui jouera pour les Warriors de Golden State contre Anthony Randolph, Kelenna Azubuike, Ronny Turiaf et un deuxième tour de draft 2012[19].
- Les 76ers de Philadelphie échangent Samuel Dalembert qui jouera pour les Kings de Sacramento contre Spencer Hawes et Andrés Nocioni[20].
- Les Suns de Phoenix échangent Leandro Barbosa et Dwayne Jones contre Hedo Turkoglu des Raptors de Toronto[21].
- Les Warriors de Golden State échangent Corey Maggette et un 2e tour de draft 2010 contre Charlie Bell et Dan Gadzuric des Bucks de Milwaukee[22].

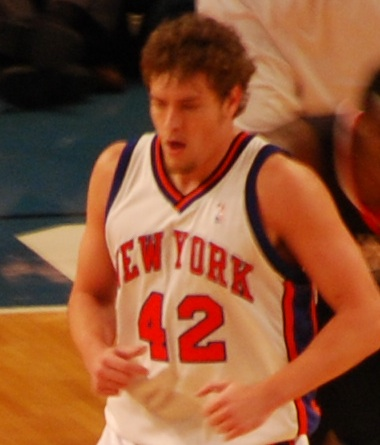
David Lee, ailier-fort des Knicks est échangé
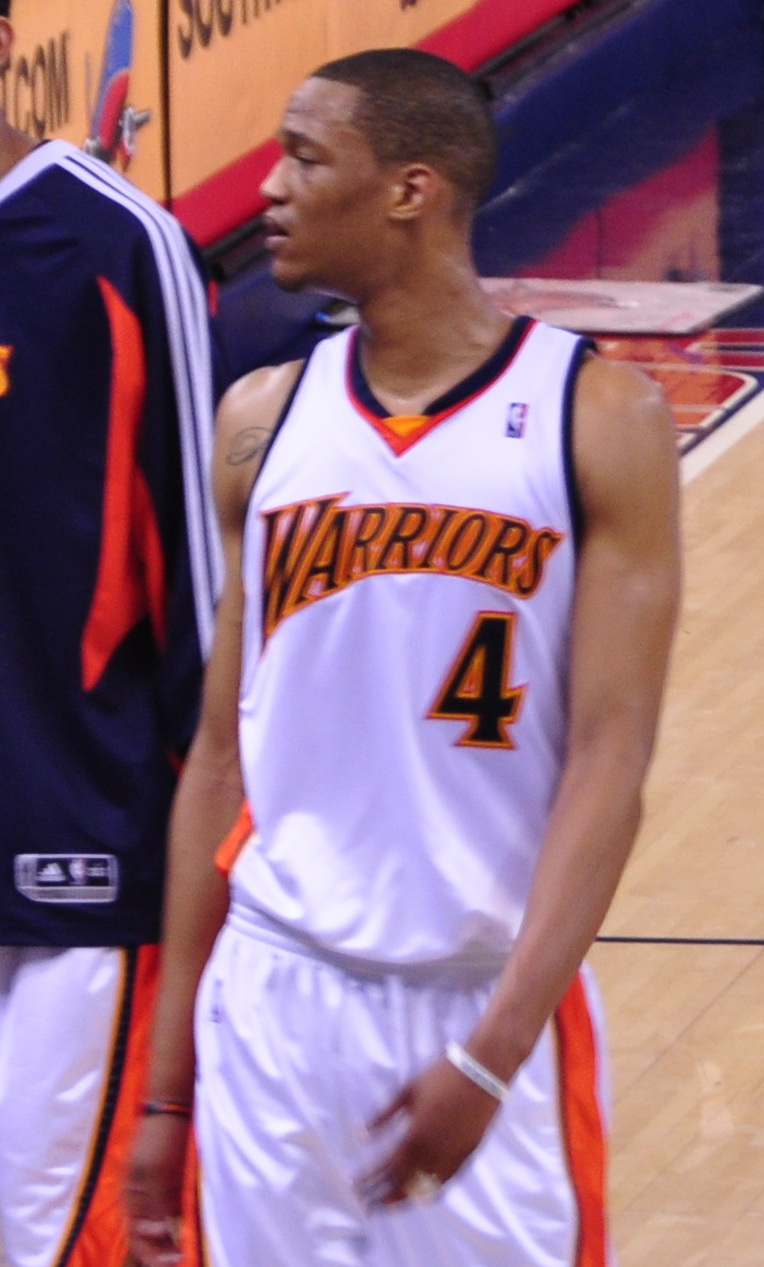
contre les joueurs des Warriors de Golden State qui sont l'ailier-fort Anthony Randolph,
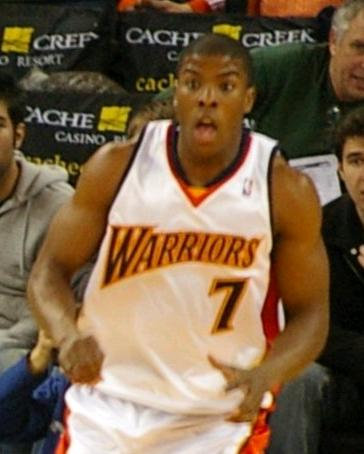
l'ailier Kelenna Azubuike et
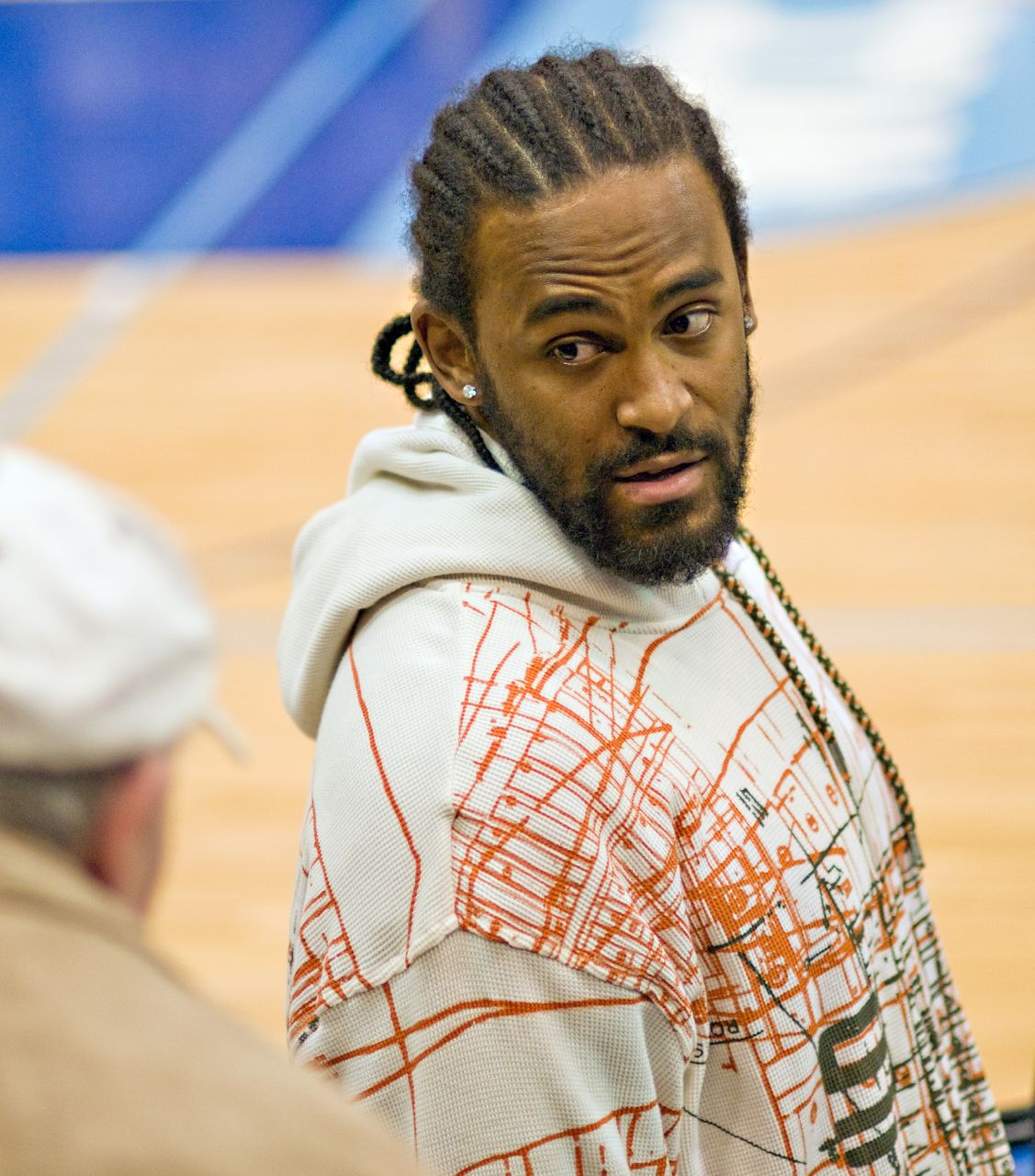
l'ailier-fort Ronny Turiaf plus un 2e tour de draft 2012.

#### Transferts
- Les Lakers de Los Angeles recrutent Steve Blake (agent libre en provenance des Clippers de Los Angeles)[23].
- Les Knicks de New York recrutent Amar'e Stoudemire (en provenance des Suns de Phoenix)[24].
- Les Bulls de Chicago recrutent Carlos Boozer[25] et Kyle Korver[26] (les deux en provenance du Jazz de l'Utah).
- Le Heat de Miami recrute Chris Bosh[27] et LeBron James[28] (agents libres en provenance des Raptors de Toronto pour Bosh et des Cavaliers de Cleveland pour James). Les deux joueurs font ce que l'on appelle des « sign and trade », ce qui permet à leurs anciennes équipes de récupérer des tours de draft futurs de Miami[29],[30]. Le Heat recrute aussi Žydrūnas Ilgauskas en provenance des Cavaliers de Cleveland[31].
- Le Magic d'Orlando recrute Chris Duhon (en provenance des Knicks de New York)[32].
- Les Bucks de Milwaukee recrutent Drew Gooden[33](en provenance des Clippers de Los Angeles) et Chris Douglas-Roberts[34](en provenance des Nets du New Jersey).
- Les Nets du New Jersey recrutent Travis Outlaw[35] (en provenance des Clippers de Los Angeles), Johan Petro (en provenance des Nuggets de Denver)[36] et Jordan Farmar (en provenance des Lakers de Los Angeles)[37].
- Les Clippers de Los Angeles recrutent Randy Foye (en provenance des Wizards de Washington), Brian Cook (en provenance des Rockets de Houston) et Ryan Gomes (en provenance des Trail Blazers de Portland)[38].
- Les Celtics de Boston recrutent Jermaine O'Neal (en provenance du Heat de Miami)[39] et Shaquille O'Neal (en provenance des Cavaliers de Cleveland)[40].
- Les Pistons de Détroit recrutent Tracy McGrady (en provenance des Knicks de New York)[41].
- Les Wizards de Washington recrutent Kirk Hinrich (en provenance des Bulls de Chicago)[42] et Yi Jianlian (en provenance des Nets du New Jersey)[43].

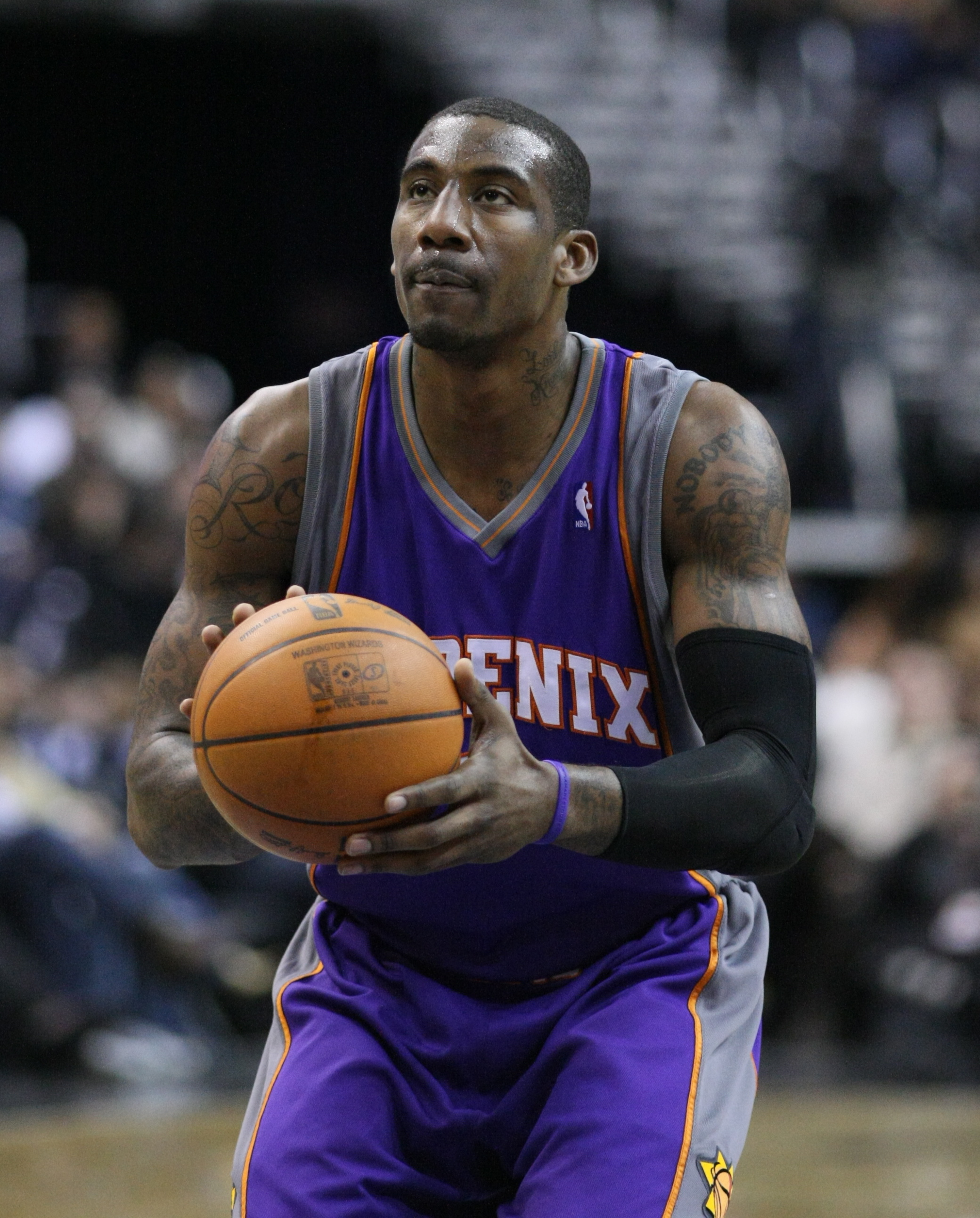
Amar'e Stoudemire signe avec les Knicks.
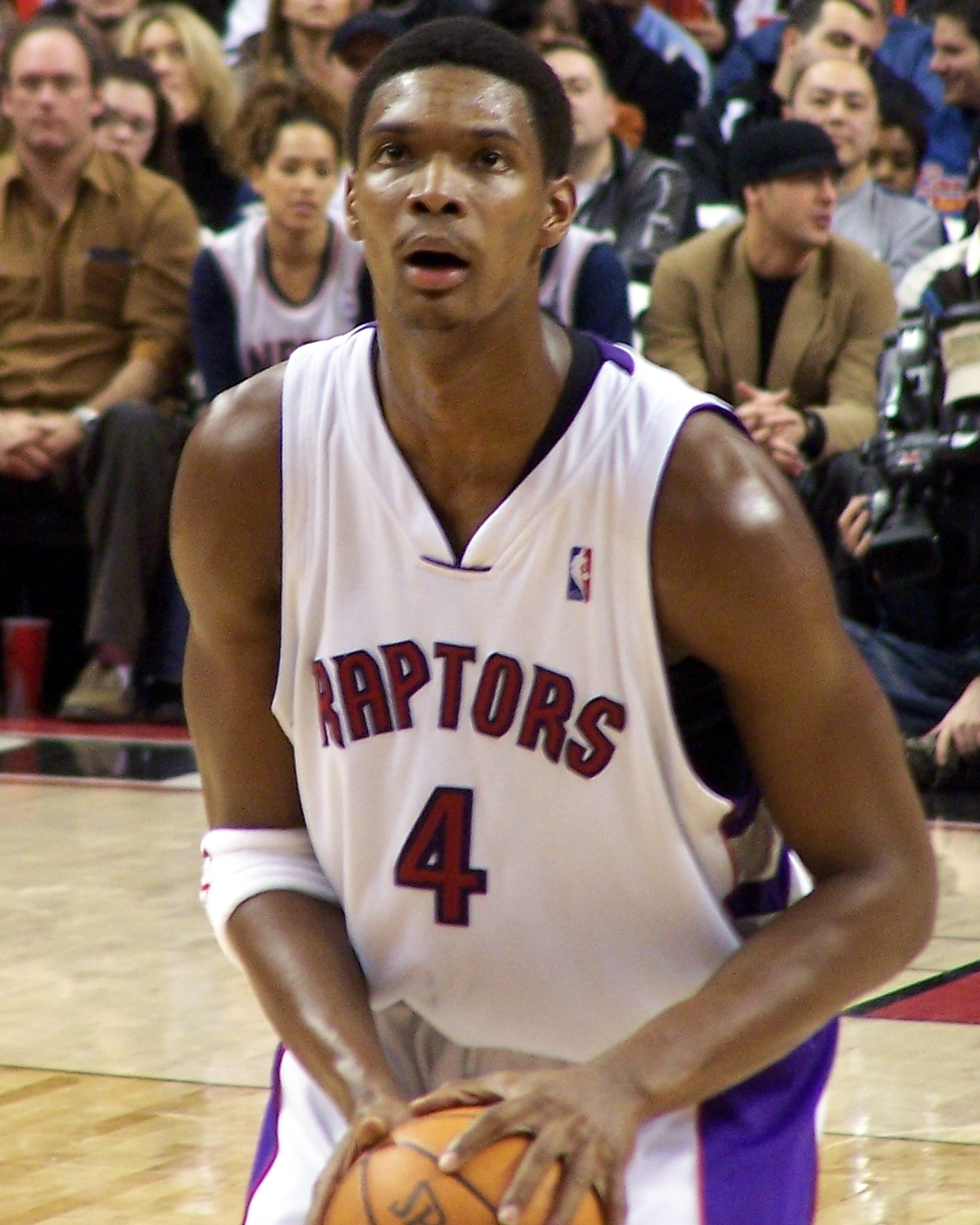
Chris Bosh signe à Miami.
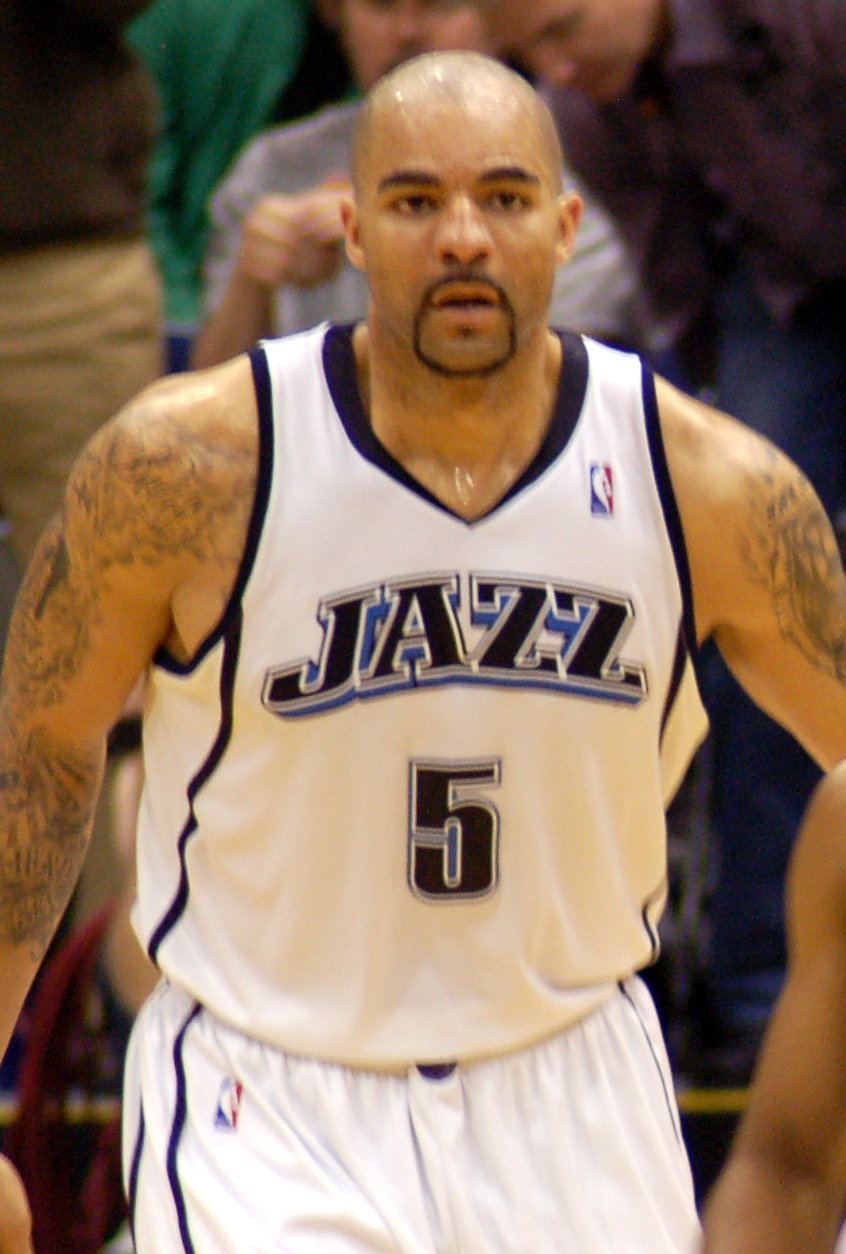
Carlos Boozer signe chez les Bulls de Chicago.
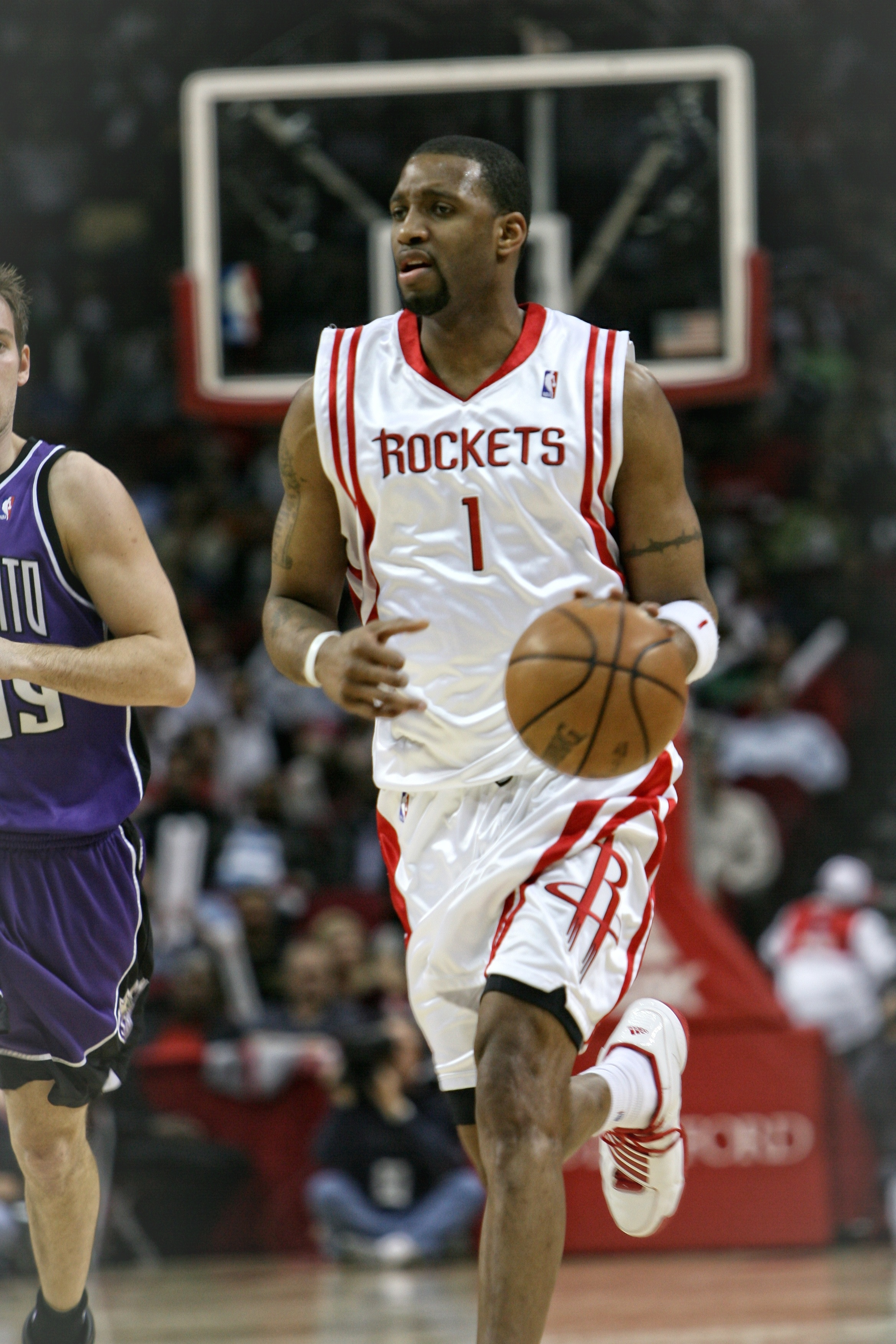
Tracy McGrady signe chez les Pistons de Détroit.

#### Prolongations
- Rudy Gay prolonge aux Grizzlies de Memphis[44].
- Ray Allen[45], Paul Pierce[46] et Nate Robinson restent à Boston.
- Dirk Nowitzki prolonge son contrat de 4 ans chez les Mavericks de Dallas[47].
- Josh Howard arrivé en février de Dallas prolonge chez les Wizards de Washington[48].
- Dwyane Wade prolonge à Miami[49].
- Derek Fisher[50] et Shannon Brown[51] restent chez les Lakers de Los Angeles.
- Joe Johnson prolonge chez les Hawks d'Atlanta[52].
- Kevin Durant prolonge de 5 ans son contrat avec le Thunder d'Oklahoma City[53].
- Carmelo Anthony prolonge chez les Nuggets de Denver[54].

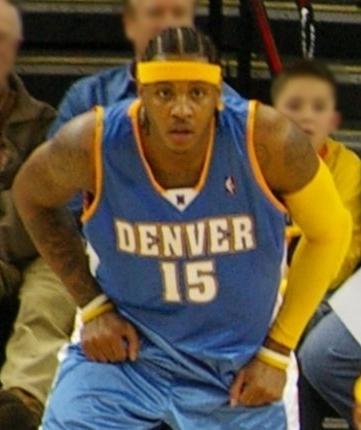
Le 3e de la draft 2003, Carmelo Anthony reste à Denver.
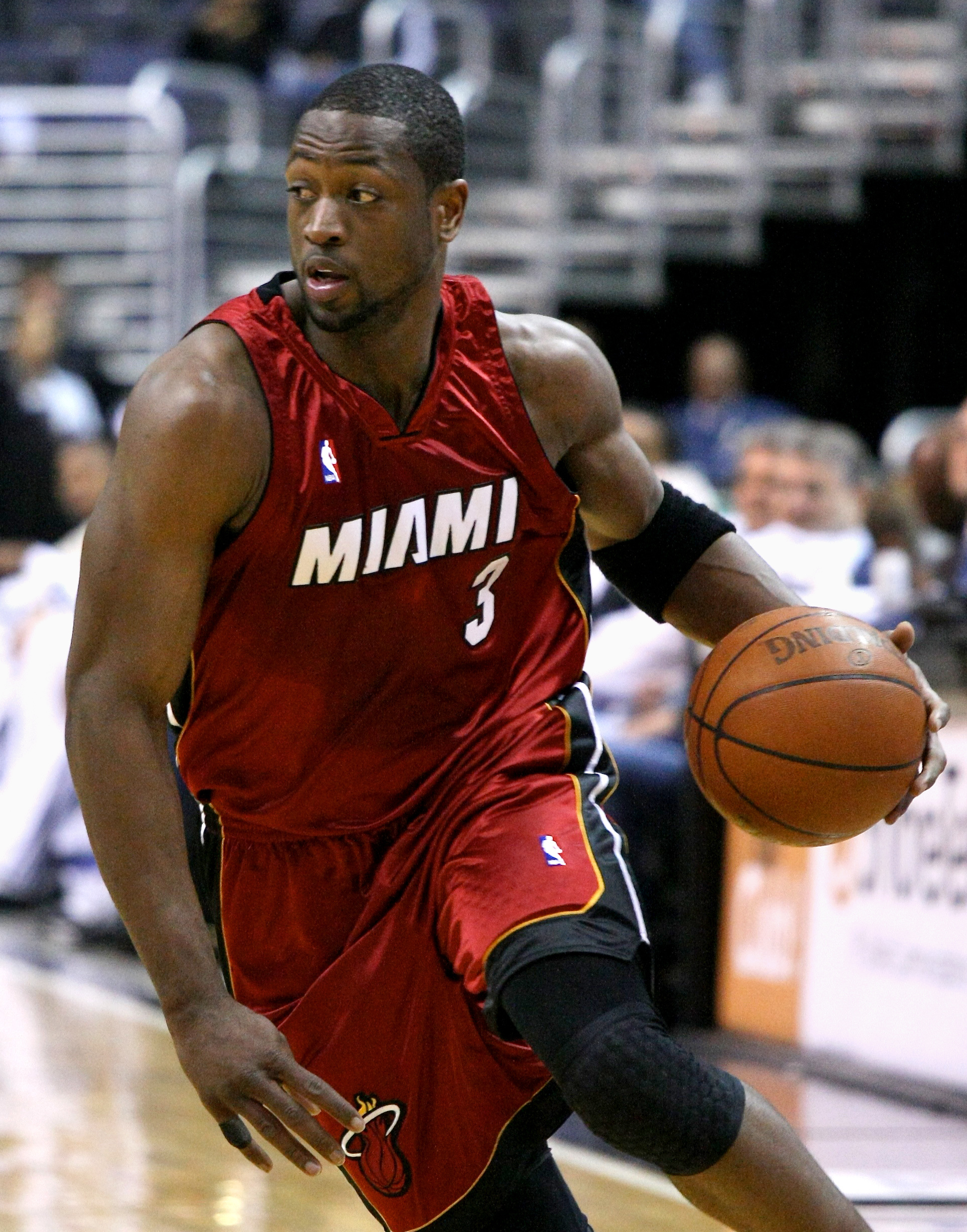
Le 5e de cette même draft Dwyane Wade prolonge à Miami.
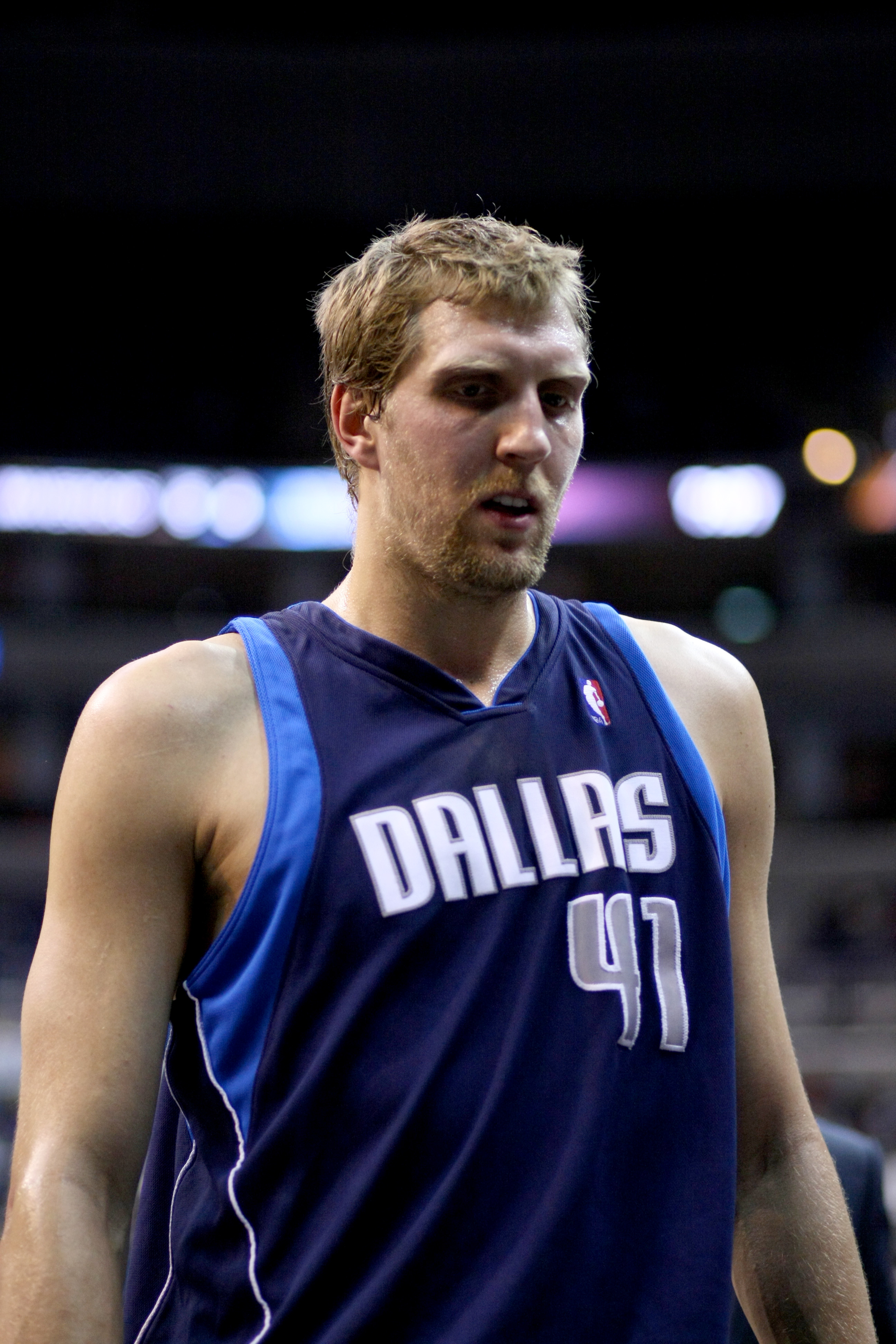
Dirk Nowitzki, 12 ans de présence chez les Mavericks de Dallas, prolonge 4 ans.
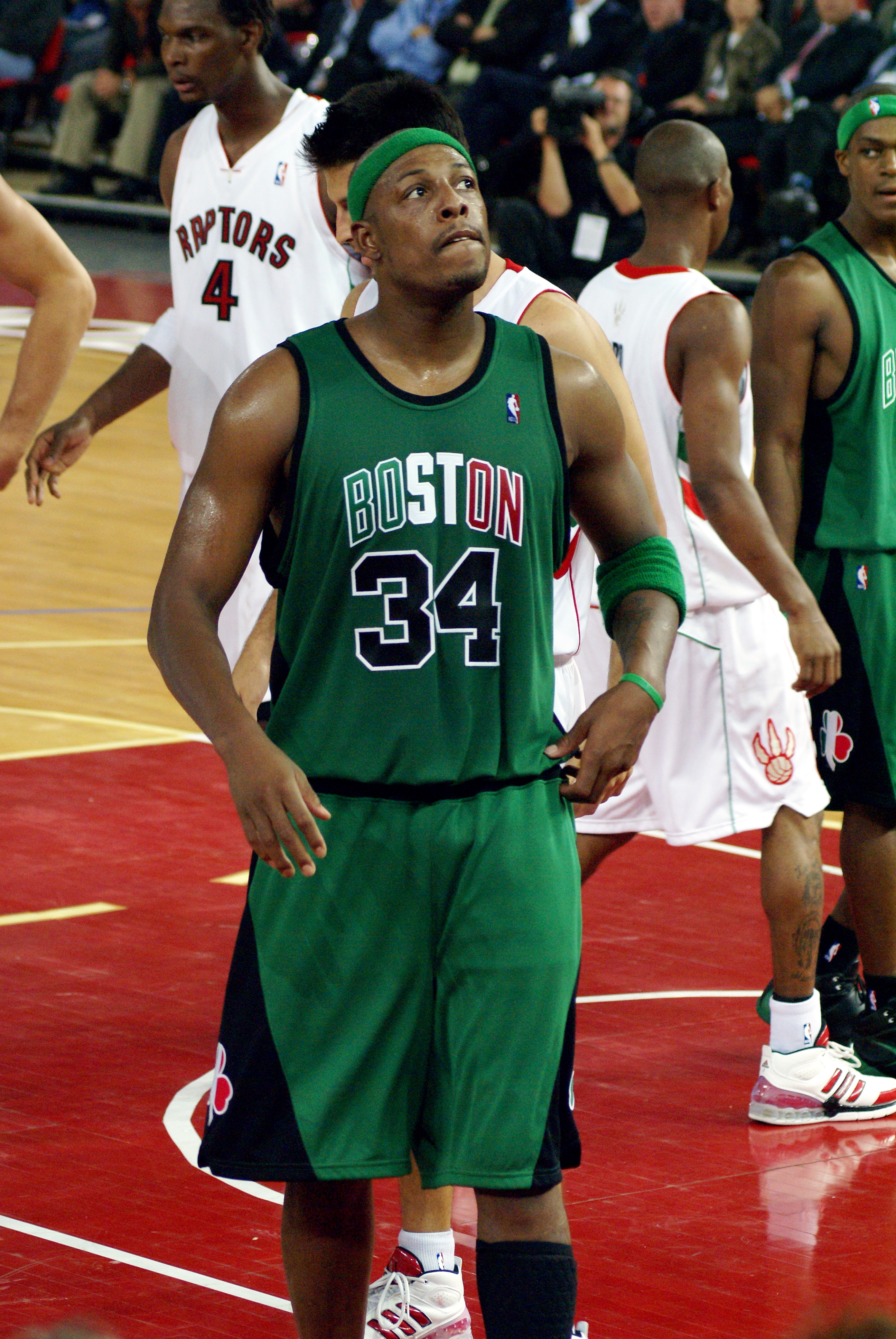
Paul Pierce, également 12 ans de carrière prolonge aux Celtics de Boston. Tout comme les 3 premiers noms cités, il prolonge dans le seul club de sa carrière en NBA.

#### Draft
Le club des Wizards de Washington obtient le choix numéro 1 de la draft lors de la loterie.
Le meneur de jeu américain freshman (première année) des Kentucky Wildcats John Wall est alors choisi par le club de la capitale fédérale.
Les Kentucky Wildcats, deviennent la première équipe universitaire à placer 5 joueurs dans la même draft de surcroît au premier tour.
Le Français Kevin Seraphin, sélectionné en 17e position par les Bulls de Chicago (puis transféré immédiatement à Washington), est le joueur étranger le mieux classé de la draft 2010.

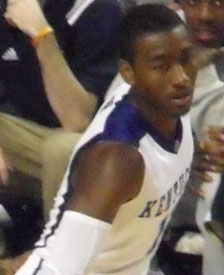
John Wall meneur de jeu des Kentucky Wildcats drafté en première position par les Wizards de Washington.
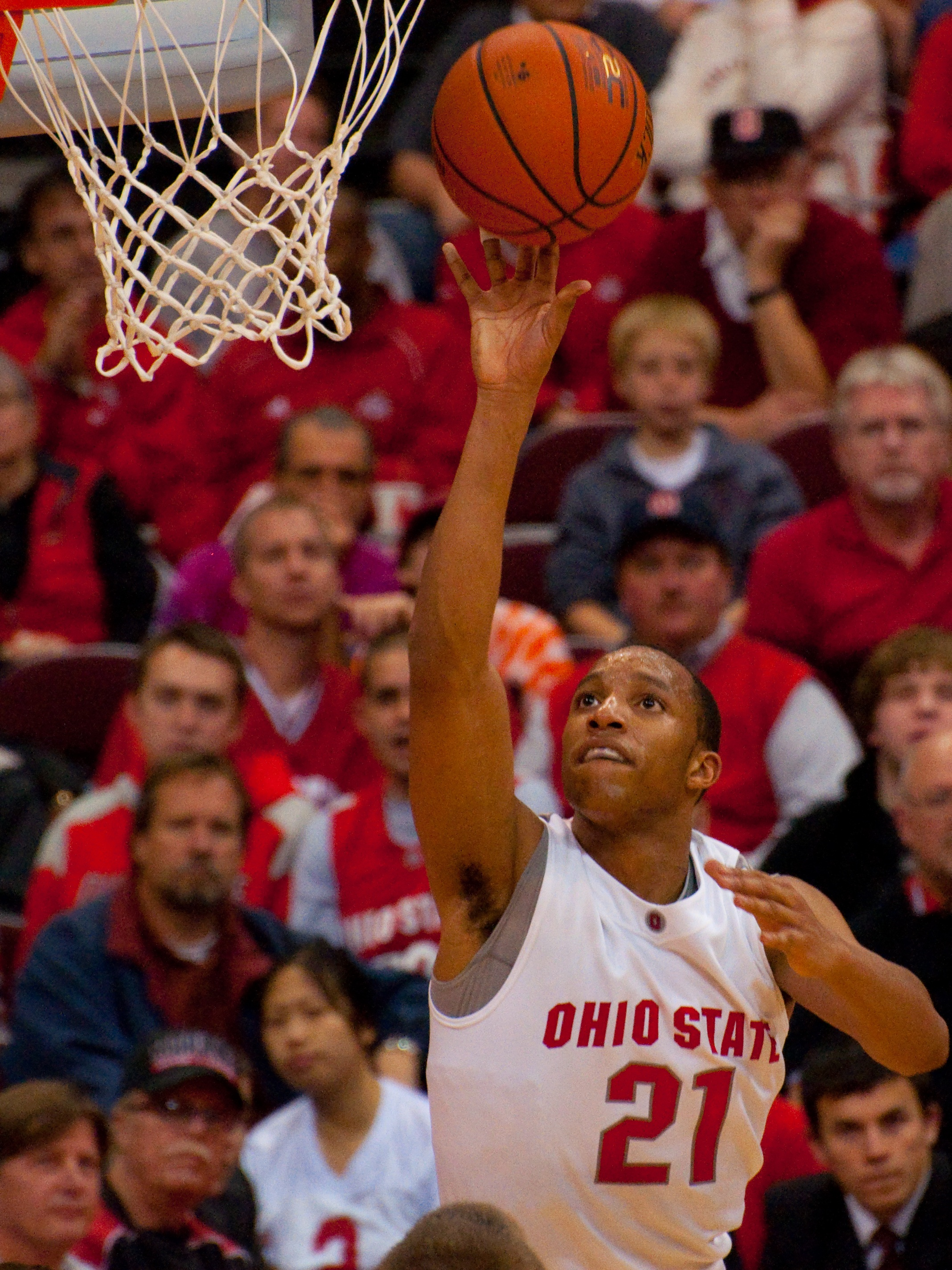
Evan Turner arrière/ailier de l'équipe universitaire des Buckeyes d'Ohio State numéro 2 de la draft, choisi par la franchise de Philadelphie.
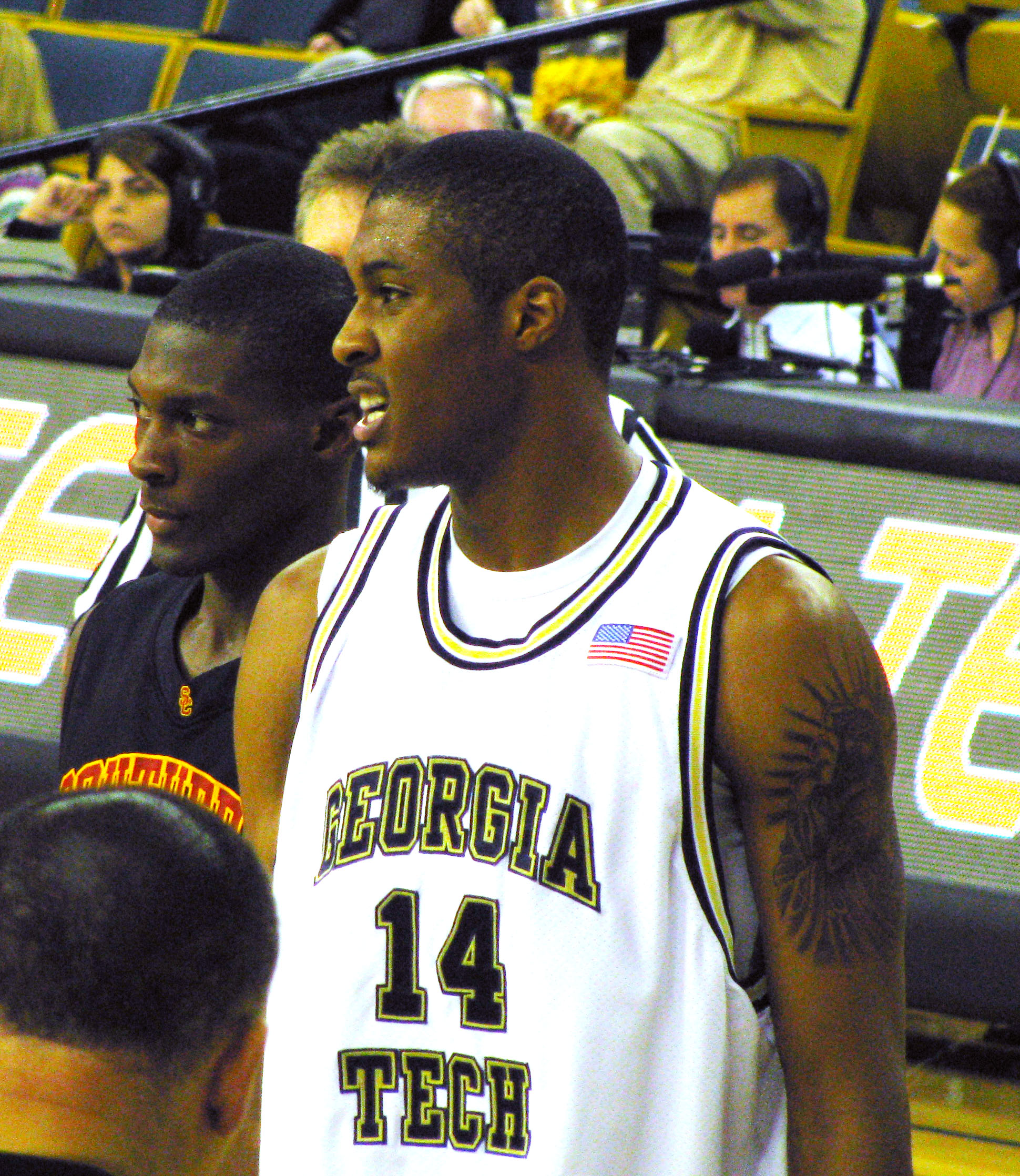
Derrick Favors ailier-fort de Georgia Tech, sélectionné en troisième position par les Nets du New Jersey.
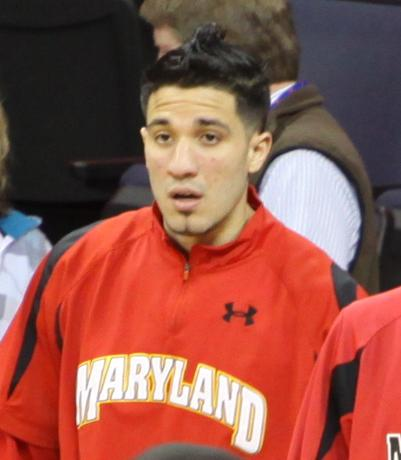
Greivis Vásquez, meneur de jeu vénézuélien des Maryland Terrapins, 28e position de la draft, choisi par les Grizzlies de Memphis est le 2e joueur étranger dans le classement de la draft.

## Saison régulière

### Faits marquants
- La saison régulière débute le 26 octobre par le match opposant à Boston, les Celtics (finalistes en titre) au Heat de Miami, l'équipe des trois stars Dwyane Wade, LeBron James et Chris Bosh, qui voit les locaux s'imposer 88-80 dans leur salle du TD Garden. Les Lakers de Los Angeles champions en titre s'imposant ce même jour de justesse 112-110 face aux Rockets de Houston.
- Le 27 octobre, les Nets du New Jersey, s'imposent 104-101 face aux Pistons de Détroit, pour leur premier match dans le Prudential Center qui sert de « salle intérimaire » en attendant leur arrivée dans deux ans dans le Barclays Center, nouvelle salle située dans le borough de Brooklyn à New York[55].
- Le 28 octobre, Orlando joue et gagne son premier match dans sa nouvelle salle d'Amway Center qui remplace l'Amway Arena, leur salle depuis 1989. Les Wizards de Washington défaits 112-83, jouent leur premier match de la saison avec John Wall le numéro 1 de la draft 2010 qui fait ses grands débuts en NBA[56].
- Le 4 novembre, Fabricio Oberto, pivot argentin des Trail Blazers de Portland met un terme à sa carrière à la suite de problèmes cardiaques[57].
- La dernière équipe invaincue, les Hornets de la Nouvelle-Orléans, est battue après 8 succès de rang sur le parquet des Mavericks de Dallas 98-95, le 15 novembre[58].
- 20 novembre : Les Raptors de Toronto échangent David Andersen, Marcus Banks, Jarrett Jack contre Jerryd Bayless et Predrag Stojaković aux Hornets de la Nouvelle-Orléans[59].
- Le 26 novembre, après 12 victoires consécutives[60], toutes dans le mois de novembre les Spurs de San Antonio s'inclinent à domicile face aux Mavericks de Dallas (94-103)[61].
- Le 1er décembre, les Nets du New Jersey et le Thunder d'Oklahoma City ont besoin de 3 prolongations pour se départager, à l'issue du temps réglementaire (93-93). Ce sont les joueurs du Thunder qui s'imposent finalement 123-120 a.3p. (7-7, 10-10 puis 13-10 dans les prolongations) à l'extérieur grâce notamment à Russell Westbrook qui met les 10 points de son équipe dans la dernière prolongation[62].
- Le 2 décembre, LeBron James revient à Cleveland depuis sa décision de l'été de partir au Heat de Miami. Dans une ambiance hostile, il marque 38 points et fait 8 passes lors de la large victoire des Floridiens (118-90)[63].
- Le 6 décembre, la NBA rachète les Hornets de la Nouvelle-Orléans à Gary Shinn, le créateur de la franchise (en 1988, sous le nom des Hornets de Charlotte). C'est une première dans l'histoire de la NBA[64],[65].
- Le 16 décembre, le pivot chinois Yao Ming des Rockets de Houston, sera absent jusqu'à la fin de la saison, à la suite d'une fracture de fatigue à la cheville gauche. Bien que limité à 24 minutes par match en début de saison[66], à la suite d'une fracture du pied survenue en 2009, qui lui avait fait manquer toute la saison dernière[67]. Il n'aura donc disputé que 5 matchs en 2 ans. Il ne pourra donc honorer sa sélection au All-Star Game qui lui semblait acquise[68].
- Le 18 décembre, deux échanges concernent le Magic d'Orlando. Tout d'abord, il échange aux Suns de Phoenix, Vince Carter, Marcin Gortat, Mickaël Piétrus et un premier tour de draft 2011 contre Hidayet Türkoğlu, Jason Richardson et Earl Clark[69]. Ensuite, les Floridiens récupèrent Gilbert Arenas des Wizards de Washington contre Rashard Lewis[70].
- 22 décembre : L'entraîneur des Bobcats de Charlotte Larry Brown démissionne (l'équipe présentait un bilan de 9 victoires pour 19 défaites)[71]. Paul Silas le remplace de façon intérimaire jusqu'à la fin de la saison[72].
- 25 décembre : Lors du Christmas Day, le Heat de Miami s'impose 96-80 sur le parquet des Lakers de Los Angeles[73], les Knicks de New York battent 103-95 les Bulls de Chicago[74] et Orlando dispose sur le score de 86 à 78 de Boston[75].
- 1er janvier : Phil Jackson, l'entraîneur des Lakers de Los Angeles aux 11 titres NBA (record) annonce sa retraite pour la fin de la saison[76].
- 30 janvier : Jim O’Brien, l'entraîneur des Pacers de l'Indiana est licencié (17 victoires - 27 défaites cette saison). Il est remplacé temporairement par son adjoint Frank Vogel[77].
- 10 février : Jerry Sloan, l'entraîneur du Jazz de l'Utah démissionne après 23 ans de présence au club (31 victoires - 23 défaites cette saison, 1221 victoires et 823 défaites)[78]. Son adjoint Phil Johnson présent depuis les débuts de Sloan au club, refuse de le remplacer. C'est donc un autre de ses adjoints, Tyrone Corbin, qui le remplace[79]. Sloan est le troisième entraîneur le plus victorieux de l'histoire de la NBA (derrière Don Nelson et Lenny Wilkens).
- 10 février : Lors du match entre les Lakers de Los Angeles et les Celtics de Boston, Ray Allen bat le record de Reggie Miller pour le nombre de paniers à 3 points marqués en carrière (2 562)[80].
- 20 février : Le All-Star Game 2011 est remporté 148-143 par l'équipe de l'Ouest sur l'équipe de l'Est[81]. Kobe Bryant est élu Most Valuable Player pour la 4e fois de sa carrière, il égale ainsi le record de Bob Pettit[82]. LeBron James pour sa part réalise le 2e triple-double (29 points, 12 rebonds et 10 passes) de l'histoire de cet évènement, le premier étant réalisé par Michael Jordan lors du All-Star Game 1997[83].
- 22 février : Un échange à 13 joueurs (record égalé)[84] et 3 équipes a lieu. Il concerne principalement Carmelo Anthony joueur des Nuggets de Denver qui souhaitait rejoindre les Knicks de New York[85] alors qu'il était agent libre à la fin de l'année. Les Timberwolves du Minnesota étant la 3e équipe concernée par cet échange géant. Ainsi, Carmelo Anthony rejoint les Knicks avec ses coéquipiers Chauncey Billups, Shelden Williams, Anthony Carter et Renaldo Balkman avec Corey Brewer des Timberwolves. Les Nuggets reçoivent pour leur part Raymond Felton, Danilo Gallinari, Wilson Chandler et Timofeï Mozgov (New York), Kosta Koufos (Minnesota) ainsi qu'un premier tour de draft et deux seconds tours de draft 2012 et 2013. Enfin, les Timberwolves récupèrent Anthony Randolph et Eddy Curry et 3 millions de dollars (Knicks) , un second tour de draft (Denver)[86].
- 28 février : Les Kings de Sacramento jouent leur dernier match dans l'ARCO Arena, enceinte inaugurée sous ce nom en 1988 puisque le contrat de nommage avec cette société pétrolière s'arrête ce jour[87]. Pour ce dernier match, les Kings disposent 105-99 des Clippers de Los Angeles[88]. C'est la marque de bracelet Power Balance qui prend le relais[87], le stade s'appelant désormais le Power Balance Pavilion. Pour leur première sous ce nouveau nom, les Kings s'inclinent 102-107 face aux Trail Blazers de Portland[89].
- 4 et 5 mars : Les Nets du New Jersey et les Raptors de Toronto disputent les deux premiers matchs de saison régulière l'histoire de la NBA en Europe[90] à l'O2 Arena de Londres. Les matchs sont comptabilisés comme des matchs à domicile pour les Nets qui s'imposent deux fois sur les scores de 116-103[91] et 137-136 a.3p[92].
- 1er avril : Le maillot de Dennis Rodman, floqué du numéro 10 est retiré par les Pistons de Detroit, franchise de ses 7 premières années NBA (pour 2 titres) à la mi-temps du match opposant les Pistons aux Bulls de Chicago (équipe où il a joué 3 ans, pour autant de titres NBA) au Palace of Auburn Hills[93].
- 8 avril : Tom Gores (en), un milliardaire américain, rachète la franchise des Pistons de Détroit pour 360 millions de $ USD à Karen Davidson, veuve de William Davidson qui avait acheté la franchise en 1974[94].
- Dwight Howard devient le premier joueur à être élu NBA Defensive Player of the Year trois années de suite.
- Chris Paul devient le 5e joueur de l'histoire de la NBA à compter trois titres de meilleur intercepteur NBA; il rejoint Michael Ray Richardson, Alvin Robertson, Michael Jordan et Allen Iverson.
- Derrick Rose devient à 21 ans le plus jeune MVP de l'histoire et le premier Bull présent dans le cinq de départ du All-Star Game depuis Michael Jordan.

### Chiffres et records

#### Octobre-novembre
- 29 octobre : Phil Jackson gagne son 1 100e match en tant qu'entraîneur lors de la victoire 114-106 des Lakers face aux Suns de Phoenix[95].
- 3 novembre : Lors du match entre le Magic d'Orlando et les Timberwolves du Minnesota (128-86); le Magic bat le record de points marqués par la franchise en une mi-temps (78), tandis que les visiteurs encaissent la plus lourde défaite de leur histoire (42 points, précédent record 41 points contre Miami le 5 mars 1996)[96].
- 3 novembre : Paul Pierce passe la barre des 20 000 points en carrière, tous inscrits sous le maillot des Celtics de Boston, lors de la victoire 105-102 a.p. face aux Bucks de Milwaukee[97].
- 6 novembre : Les Hornets de la Nouvelle-Orléans deviennent la seconde équipe de l'histoire à remporter leurs six premiers matchs avec moins de 10 points d’écart[98]. À noter que les Hornets gagneront deux fois supplémentaires, mais de respectivement 19 et 20 points à domicile face aux Clippers de Los Angeles (101-82) et aux Portland Trail Blazers (107-87)[99].
- 9 novembre : Lors du match entre les Pacers de l'Indiana et les Nuggets de Denver (144-113), Indiana marque 54 points en un quart-temps (4e performance de l'histoire) et réussit 20 tirs sur 21 dans ce quart-temps, Josh McRoberts ratant le seul tir de son équipe dans ce quart-temps à 1,6 seconde de la fin du quart-temps[100].
- 11 novembre : Kobe Bryant lors de la défaite 118-112 des Lakers à Denver devient le plus jeune joueur à atteindre la barre des 26 000 points en carrière à l'âge de 32 ans et 80 jours, battant le précédent record de Wilt Chamberlain de 34 jours[101].
- 12 novembre : Kevin Love des Timberwolves du Minnesota marque 31 points et prend 31 rebonds lors de la victoire 112-103 face aux Knicks de New York. Le dernier joueur à marquer 30 points et à capter 30 rebonds dans le même match est Moses Malone lors de la saison 1981-1982[102].
- 12 novembre : Jason Kidd réalise sa 11 000e passe en carrière lors de la victoire 99-90 de Mavericks de Dallas sur les 76ers de Philadelphie. C'est le deuxième joueur à atteindre ce total. Le premier est John Stockton qui a totalisé durant sa carrière 15 806 passes[103]
- 14 novembre : Les Suns de Phoenix battent les Lakers de Los Angeles 121-116, en inscrivant notamment 22 paniers à 3 points ce qui est la deuxième performance de tous les temps, derrière les 23 tirs primés du Magic d'Orlando en 2009[104]. Phoenix détient 3 des 5 plus grandes performances historiques dans ce domaine.
- 15 novembre : Les Clippers de Los Angeles jouent avec le 5 de départ le plus jeune de l'histoire de la NBA avec une moyenne d'âge de 21 et 143 jours[102].
- 19 novembre : Tim Duncan bat deux records de son ex-coéquipier David Robinson lors de la victoire des Spurs 94-82 sur le Jazz de l'Utah. Ce duo était appelé « Twin Towers ». Tout d'abord, Duncan bat le record de matchs avec la franchise avec 988 apparitions contre 987 à Robinson. Il bat également le record de points en NBA pour la franchise de celui-ci qui était de 20 790[105]. Toutefois, George Gervin reste le meilleur marqueur de la franchise avec 23 602 points, mais la NBA ne comptabilise pas les points inscrits lorsque les franchises évoluaient en American Basketball Association (ABA).
- 20 novembre : Stephen Jackson réalise le premier triple-double de l'histoire des Bobcats de Charlotte lors de la victoire de son équipe sur les Suns (123-105), son deuxième personnel[106].
- 21 novembre : Pau Gasol réussit 100 % de ses tirs lors de la victoire des Lakers de Los Angeles 117-89 face aux Timberwolves du Minnesota (10/10 aux tirs et 8/8 aux lancers-francs), c'est le joueur qui a marqué le plus de points sans échec dans un match depuis Gary Payton lors de la saison 1994-1995[107].
- 24 novembre : Les Knicks de New York gagnent leur 5e match consécutif sur le parquet des Bobcats de Charlotte 99-95. Ils ne l'avaient plus fait depuis presque 6 ans (janvier 2005), toutes les autres équipes, ont durant cette période effectué au moins 2 séries semblables sauf les Timberwolves du Minnesota[107]. Cette série s'arrête dès le match suivant face aux Hawks d'Atlanta 99-90[108].
- 27 novembre : Lors de la victoire 104–94 chez les Timberwolves du Minnesota, le joueur des Warriors de Golden State Dorell Wright marque 9 paniers à 3 points battant le record de Jason Richardson qui était de 8 paniers et qui datait du 29 mars 2007[109].
- 30 novembre : Shaquille O'Neal capte son 13 000e rebond lors de la victoire des Celtics de Boston face à Cleveland 106-87, tandis que le pivot des Pistons de Détroit Ben Wallace prend lui son 10 000e rebond lors du match perdu à domicile face au Magic d'Orlando (90-79)[110].

#### Décembre
- 1er décembre : Ray Allen, Paul Pierce et Kevin Garnett jouent pour la 200e fois ensemble sous le maillot des Celtics de Boston et battent 99-95 les Trail Blazers de Portland[110].
- 1er décembre : Les Mavericks de Dallas remportent leur 300e victoire à l'American Airlines Center et en même temps Tyson Chandler des Mavericks de Dallas prend 14 rebonds en un quart-temps lors de la victoire de son équipe 100-86 face aux Timberwolves du Minnesota, le record de la franchise était auparavant de 12[110].
- 5 décembre : Le meneur de jeu des Suns de Phoenix Steve Nash est le troisième joueur de la saison qui marque 20 points en ne ratant aucun tir. Avec les 17 passes qu'il a effectué lors de ce match gagné à domicile face aux Wizards de Washington 125-108, il est le premier joueur de l'histoire à accomplir au moins 10 passes dans un "perfect game"[111].
- 5 décembre : En gagnant 100-75 dans la salle des Nets du New Jersey, les Celtics de Boston atteignent un bilan de 16 victoires et 4 défaites (80 % de victoires). En accomplissant ce taux de réussite au départ d'une saison, depuis 4 ans, ils entrent dans l'histoire en étant la première franchise, à réaliser cette série[111].
- 8 décembre : Le pivot du Magic d'Orlando Dwight Howard, détient le record de matchs (508) et le record de rebonds (6 419) pour un joueur de 25 ans[111].
- 10 décembre : L'entraîneur des Nuggets de Denver George Karl devient le septième entraîneur à remporter 1 000 matchs lors d'une victoire 123 à 116 contre les Raptors de Toronto[112].
- 11 décembre : Les Celtics de Boston s'imposent 93-62 chez les Bobcats de Charlotte, en encaissant par quart-temps respectivement 16, 16, 15 et 15 points. Depuis que le temps de possession est de 24 secondes, jamais une équipe n'avait encaissée au plus 16 points par quart-temps[113].
- 11 décembre : En s'imposant à domicile, 103-97 face au Jazz de l'Utah, les Mavericks de Dallas totalisent 1 226 victoires pour 1 225 défaites dans leur histoire. C'est la première fois que la franchise totalise un bilan positif historique en dehors de leur tout premier match gagné en NBA (il y avait donc à ce moment-là, 1 victoire pour 0 défaite)[113].
- 12 décembre : En battant les Cavaliers de Cleveland de 29 points à domicile sur le score de 106 à 77, le Thunder d'Oklahoma City signe sa plus grosse victoire à domicile depuis l'installation de la franchise à Oklahoma City[114].
- 12 décembre : Tim Duncan dispute son millième match en saison régulière, tous avec les Spurs de San Antonio, lors du match opposant son équipe à Portland gagné 95-78[115].
- 17 décembre : La série de matchs d'affilée à 30 points et plus de Amar'e Stoudemire avec les Knicks de New York s'arrête à 9 matchs à l'AmericanAirlines Arena de Miami, lors de la défaite de son équipe 113-91. L'ancien record de la franchise était de 7 matchs consécutifs à 30 points ou plus par Willie Naulls[111],[116] du 22 février au 4 mars 1962.
- 17 décembre : Larry Brown est le quatrième entraîneur à atteindre la barre des 2 000 matchs entraînés en NBA, lors de la défaite de son équipe, les Bobcats de Charlotte, 90-85 face aux Hawks d'Atlanta[117]. À la suite de sa démission cinq jours plus tard, il totalise désormais 2 002 matchs entraînés dans sa carrière.
- 22 décembre : L'entraîneur du Jazz de l'Utah Jerry Sloan atteint à son tour la barre des 2 000 matchs entraînés en NBA[117] lors de la victoire de son équipe 112-107 sur le parquet des Timberwolves du Minnesota.
- 22 décembre : Le pivot des Pistons de Détroit Ben Wallace atteint la barre des 1 000 matchs, lors de la victoire de son équipe à l'Air Canada Centre de Toronto[117],[118].
- 25 décembre : Raymond Felton, meneur de jeu des Knicks de New York, avec 6 matchs consécutifs à 10 passes décisives ou plus, égale le record de la franchise de Mark Jackson[119].
- 29 décembre : Kevin Love des Timberwolves du Minnesota, aligne 16 doubles-doubles d'affilée lors du mois de décembre. Le dernier, lors de la défaite à domicile de son équipe face aux Nuggets de Denver 113-119. Il égale le record de la franchise datant de 2006 qui est tenu par Kevin Garnett[119].
- 29 décembre : Blake Griffin des Clippers est le plus jeune joueur de l'histoire à capter au moins 10 rebonds lors de 20 matchs d'affilée, à l'âge de 21 ans et 188 jours[119]. Avec 20 double-double d'affilée, il bat le record de la franchise détenu depuis la saison 1986-1987 par Michael Cage[120]. Ces deux records sont battus lors du match perdu 95-103 face au Jazz de l'Utah.
- 30 décembre : Avec 10 victoires à l'extérieur dans le mois de décembre, le Heat de Miami établit un nouveau record. Il s'est notamment imposé chez les précédents recordmen, les Lakers de Los Angeles (9 victoires - 0 défaite en décembre 1971)[119], les Cavaliers de Cleveland et les Knicks de New York.

#### Janvier
- 2 janvier : Joe Smith, ailier-fort des Lakers de Los Angeles depuis le 15 décembre 2010, dispute son premier match contre les Grizzlies de Memphis (perdu 85-104). C'est ainsi la 12e franchise pour laquelle il joue, il égale le record de 3 autres joueurs dont Chucky Brown, champion NBA en 1995, l'année de la première place à la draft de Smith[121].
- 3 janvier : Hidayet Türkoğlu, effectue son troisième triple-double en carrière (les trois avec le Magic d'Orlando) lors de la victoire à domicile de son équipe 110-90 sur les Warriors de Golden State (14 rebonds, 10 passes et 10 points). C'est le nouveau record de la franchise[121].
- 4 janvier : Kobe Bryant devient le 10e meilleur marqueur marqueur de tous les temps lors de la victoire des Lakers sur les Pistons de Détroit (108-83)[121].
- 7 janvier : Lors de la victoire 122-102 sur les Raptors de Toronto, les Celtics de Boston décrochent leur 3 000e victoire en NBA[122], c'est la deuxième équipe après les Lakers à atteindre ce chiffre[123].
- 7 janvier : Kobe Bryant devient le 9e meilleur marqueur marqueur de tous les temps lors de la victoire des Lakers sur les Hornets de la Nouvelle-Orléans (101-97)[124].
- 9 janvier : Le rookie Blake Griffin, ailier-fort des Clippers de Los Angeles réalise son 23e double-double d'affilée face aux Warriors de Golden State (victoire 105-91 avec 23 points et 12 rebonds), ce qui est le record de la franchise[124].
- 10 janvier : Boris Diaw dispute son 176e match d'affilée avec les Bobcats de Charlotte lors de la victoire 96-82 sur les Grizzlies de Memphis. Sur le parquet de la Time Warner Cable Arena, il bat le record établit entre 2007 et 2009 par Emeka Okafor[125],[126].
- 11 janvier : Les Lakers de Los Angeles écrasent les Cavaliers de Cleveland 112-57. De nombreux records sont établis lors de ce match. Ainsi, 57 est le plus petit nombre de points encaissés par les Lakers depuis l'apparition des 24 secondes par possession, ainsi que le plus petit nombre de points marqué dans l'histoire de la franchise par les Cavaliers. C'est aussi le troisième plus gros écart en faveur des Lakers de l'histoire (record : 63 points de différence, le 19 mars 1972 face aux Warriors de Golden State)[124]. Les Lakers égalent le record établi le 11 décembre 2010 des Celtics de Boston, en n'encaissant pas plus de 16 points par quart-temps (12, 13, 16 et 16 points respectivement). Autres faits marquants, aucun joueur des Cavaliers n'avait marqué plus de 2 points à l'issue du premier-quart temps et plus de 5 points à la mi-temps[127].
- 12 janvier : Le meneur de jeu des Mavericks de Dallas, Jason Kidd devient le 3e meilleur marqueur de panier à 3 points en NBA, lors de la défaite de son équipe à la Conseco Fieldhouse des Pacers de l'Indiana 102-89. Il a ainsi dépassé Dale Ellis auteur de 1 719 tirs primés dans sa carrière. Le premier de cette liste est d'ailleurs un ex-joueur des Indiana Pacers, Reggie Miller, auteur de 2 560 paniers primés dans sa carrière[124].
- 12 janvier : Le Magic d'Orlando perd 92-89 a.p. sur le parquet des Hornets de la Nouvelle-Orléans. Il arrête sa série de 9 victoires consécutives et égale le record de la franchise déjà établi à deux autres reprises en 1994 et 2001[124].
- 15 janvier : L'ailier-fort des Grizzlies de Memphis Zach Randolph lors de la victoire 89-70 sur les Mavericks de Dallas marque 23 points et capte 20 rebonds. Il a ainsi marqué au moins 20 points et capté au moins 20 rebonds pour la 6e fois depuis qu'il est à Memphis. C'est plus que tous les joueurs de l'histoire de franchises réunis (5)[128].
- 17 janvier : Vince Carter atteint la barre des 20 000 points en carrière lors de la victoire 129-121 des Suns de Phoenix sur le parquet du Madison Square Garden, salle des Knicks de New York[128].
- 18 janvier : Joel Anthony devient le 3e joueur de l'histoire (avec Dennis Rodman et Wilt Chamberlain), à capter 15 rebonds dans un match sans marquer un seul point lors de la défaite à domicile du Heat de Miami 89-93 face aux Hawks d'Atlanta[128].
- 20 janvier : Les Bulls de Chicago battent 82-77 les Mavericks de Dallas grâce notamment à 26 points de Derrick Rose. C'est le 3e joueur de ces 10 dernières années à être le seul joueur de son équipe à marquer plus de 10 points tout en remportant le match, les autres étant Kobe Bryant (en 2005-2006) et LeBron James (en 2007-2008)[128].
- 28 janvier : Kobe Bryant devient le 8e meilleur marqueur de tous les temps lors de la défaite 95-100 des Lakers sur les Kings de Sacramento[129]. Parmi les joueurs en activité, seul Shaquille O'Neal le devance (5e).
- 29 janvier : Le pivot australien des Bucks de Milwaukee Andrew Bogut, capte 18 rebonds et effectue 7 contres lors de la victoire 91-81 de son équipe sur les Nets du New Jersey. Il égale la performance de Kareem Abdul-Jabbar effectuée en 1974[129].
- 30 janvier : Shaquille O'Neal ne marque aucun point lors de la victoire des Celtics 109-96 sur le parquet des Lakers de Los Angeles. C'est seulement la 2e fois de sa carrière que cela lui arrive. Dans ce même match, les Californiens ne réalisent que 10 passes décisives, ce qui est le 2e plus mauvais total de la franchise lors d'un match à domicile, le record étant toujours de 5 passes décisives réalisées lors d'un match disputé en 1960 contre les Knicks de New York quand la franchise des Lakers était basé à Minneapolis[129].
- 31 janvier : Les Cavaliers de Cleveland sont la première équipe de l'histoire à franchir le cap des 40 défaites (défaite 90-117 sur le parquet du Heat de Miami) après avoir atteint les 40 victoires lors de la saison précédente[129].
- 31 janvier : Lionel Hollins devient l'entraîneur le plus victorieux de l'histoire des Grizzlies de Memphis, lors de la victoire 100-97 sur le Orlando Magic. Avec sa 96e victoire en tant qu'entraîneur, il devance Mike Fratello qui compte 95 victoires avec la franchise du Tennessee[129].
- 31 janvier : Les Clippers de Los Angeles décrochent une 9e victoire d'affilée au Staples Center. C'est la plus grande série de victoires à domicile depuis l'installation de la franchise à Los Angeles[129] (la franchise a auparavant été localisée à Buffalo et San Diego).

#### Février
- 3 février : LeBron James du Heat de Miami marque 51 points, record de la saison, dans la victoire de son équipe 104-100 face au Magic d'Orlando (James rajoute 11 rebonds et 8 passes). Il s'est écoulé 1 263 matchs entre le record de James et la dernière fois qu'un joueur a marqué 50 points ou plus (52 points d'Andre Miller en janvier 2010). C'est la deuxième plus longue série de ce type de l'histoire. Le record datant de la période avril 1998-janvier 2000 avec un total de 1 338 matchs[129].
- 7 février : Les Cavaliers de Cleveland établissent un nouveau record du plus grand nombre de défaites consécutives en NBA lors de leur défaite sur le parquet des Mavericks de Dallas (96-99). C'est leur 25e défaite consécutive. À noter, que la franchise détenait déjà le record avec 24 défaites à cheval sur les saisons 1981-1982 et 1982-1983[80].
- 8 février : Kevin Love, ailier fort des Timberwolves du Minnesota réalise lors de la victoire au Toyota Center de Houston 112-108 son 38e double-double consécutif et bat le record de franchise détenu jusque-là par Kevin Garnett[80].
- 11 février : Les Cavaliers de Cleveland arrêtent leur série de défaites avec une victoire en prolongation et à domicile face aux Clippers de Los Angeles (126-119) après 26 défaites consécutives. Ils codétiennent ce record tous sports professionnels nord-américains confondus avec les Louisville Colonels en baseball en 1889 et les Buccaneers de Tampa Bay en NFL (saisons 1976 et 1977)[80].
- 11 février : Ray Allen des Celtics de Boston égale puis bat le record de paniers à trois points réussis durant une carrière (2 560 tirs primés), dépassant ainsi Reggie Miller, contre les Lakers de Los Angeles.
- 12 février : Les huit matchs du jour ont été remportés par l’équipe en déplacement. C'est un record. Le précédent record était de 7 victoires à l'extérieur en 7 matchs en 1996[130].
- 13 février : Les Wizards de Washington obtiennent leur première victoire à l'extérieur de la saison après avoir concédé 25 défaites en battant les Cavaliers de Cleveland 115-100[130].
- 13 février : Le Magic d'Orlando disposent 89-75 des Lakers de Los Angeles devant 19 193 spectateurs, ce qui est la meilleure affluence historique de la franchise floridienne[130].
- 14 février : L'ailier fort des Timberwolves du Minnesota Kevin Love réalise lors de la défaite 81-95 de son équipe face aux Trail Blazers de Portland, son 50e double-double de la saison (41e consécutif) lors du dernier match de la franchise avant le All-Star Game. Seul George Mikan avait réalisé cette même performance en 1950[130].
- 16 février : Le Jazz de l'Utah concèdent leur 5e défaite consécutive sur leur parquet de l'EnergySolutions Arena face aux Warriors de Golden State 100-107. Cela n'était pas arrivé durant l'ère Jerry Sloan (1988 - 10 février 2011). À noter que Jerry Sloan était l'entraîneur de la franchise lors des 3 premiers matchs de cette série[130].
- 22 février : Blake Griffin est le meilleur marqueur, rebondeur et passeur du match entre son équipe des Clippers et le Thunder d'Oklahoma City (victoire du Thunder à domicile 111-88). Cela faisait 25 ans qu'un rookie n'avait pas accompli pareille performance[131].
- 25 février : Kevin Love réalise son 45e double-double consécutif, lors de la défaite de son équipe 81-95 face aux Hornets de la Nouvelle-Orléans. Il établit un nouveau record sur une seule et même saison[131].
- 26 février : Deron Williams, nouveau meneur de jeu des Nets du New Jersey (depuis le 23 février) bat le record de passes distribuées lors de ses deux premiers matchs avec une équipe avec 29 passes lors des 2 défaites concédées au Texas (12 passes sur le parquet des Spurs de San Antonio (96-106) et 17 passes sur celui des Rockets de Houston (108-123)). Avec 18 passes, le match suivant face aux Suns de Phoenix (défaite 103-104), il bat également ce record sur les trois premiers matchs (anciens records 26 passes par Kenny Anderson en 1996 et 44 passes par Guy Rodgers en 1966)[131].
- 27 février : Kobe Bryant devient le 7e meilleur marqueur marqueur de tous les temps lors de la victoire des Lakers sur le parquet du Thunder 90-87[131].

#### Mars
- 2 mars : Les Spurs disposent à l'extérieur des Cavaliers de Cleveland 109-99 pour leur 50e victoire de la saison. C'est la douzième fois d'affilée que les Spurs atteignent 50 victoires en saison régulière. Ils égalent ainsi le record des Lakers, accompli entre les années 1979 et 1991[131]. Gregg Popovich est le seul entraîneur des Spurs pendant les douze ans, contrairement aux Lakers qui en avaient connu trois durant leur série (Paul Westhead, Pat Riley et Mike Dunleavy Sr.). Enfin, si l'on exclut la saison du lockout en 1998-1999, la série des Spurs est de 13 saisons consécutives.
- 4 mars : Avec leur victoire 125-95 sur le Heat de Miami, les Spurs de San Antonio enchaînent leur 22e victoire d'affilée à domicile et égalent leur record de franchise[132].
- 6 mars : Jason Kidd dépasse Gary Payton pour le nombre d'interceptions en carrière lors de la défaite des Mavericks de Dallas 103-104 face aux Memphis Grizzlies. Il est désormais 3e avec 2 445 interceptions derrière John Stockton et Michael Jordan[132].
- 6 mars : Steve Nash devient le 6e meilleur passeur de tous les temps en dépassant Isiah Thomas, son idole de jeunesse[132].
- 7 mars : Rick Adelman, entraîneur des Rockets de Houston, devient le 10e meilleur entraîneur en nombre de victoires, à égalité avec Dick Motta, lors de la victoire 123-101 de son équipe sur le parquet des Sacramento Kings[132].
- 8 mars : Sur un lancer franc, Kobe Bryant devient le 6e meilleur marqueur NBA en passant devant Moses Malone lors de la victoire des Lakers sur les Hawks d'Atlanta 101-87[133].
- 9 mars : Kevin Love réalise son 52e double-double d'affilée, battant le précédent record (51) détenu par Moses Malone, lors de la victoire 101-75 des Timberwolves sur les Pacers (21 rebonds et 16 points pour Love). Wilt Chamberlain avec des séries de 227, 220 et 133 doubles-doubles et Elvin Hayes (55), sont devant lui si l'on considère les matches avant la fusion NBA-ABA[132].
- 9 mars : Tim Duncan devient le 9e meilleur contreur de l'histoire de la NBA, en dépassant Robert Parish[132].
- 11 mars : Lors du match entre les Warriors de Golden State et le Magic d'Orlando (123-120 a.p.), 36 paniers à 3 points (21 pour les Warriors et 15 pour le Magic) sont marqués, ce qui est un nouveau record NBA L.'ancien record datait du 22 janvier 2006, avec la victoire 152-149 a.2p. des Seattle SuperSonics sur le parquet des Suns de Phoenix. 32 paniers primés avaient été marqués, 18 pour les Suns et 14 pour les SuperSonics[134].
- 12 mars : Phil Jackson, entraîneur des Lakers de Los Angeles, obtient sa 600e victoire en tant qu'entraîneur dans cette franchise lors de la victoire de son équipe à l'American Airlines Center de Dallas 96-91[135]. C'est le cinquième entraîneur à franchir cette barre dans un seul club. Gregg Popovich, entraîneur des Spurs de San Antonio, est l'autre entraîneur encore en activité à avoir atteint ce chiffre.
- 12 mars : Les Bulls de Chicago battent le Jazz de l'Utah par 118 à 100, en réussissant notamment 13 paniers à 3 points en première période, ce qui est un record (égalé) en NBA[136].
- 13 mars : En inscrivant seulement 56 points lors de leur défaite 56-87 sur le parquet des Celtics de Boston, les Bucks de Milwaukee égalent le record du plus petit nombre de points marqués par une équipe depuis que l’horloge des 24 secondes est apparue en NBA[137].
- 14 mars : Lors de la victoire 129-119 des Kings de Sacramento sur les Warriors de Golden State, le joueur des Kings Samuel Dalembert inscrit 27 points. C'est le joueur le plus lent à franchir pour la première fois la barre des 25 points lors d'un match, puisque ce match est le 644e de sa carrière. L'ancien record était de 545 matches par Andrew Lang[137].
- 16 mars : Lors de la victoire 107-93 des Pistons de Détroit sur les Raptors de Toronto, Rodney Stuckey devient le premier joueur de l’histoire des Pistons à atteindre les 10 passes décisives dans un match avant même d’avoir tenté un seul tir[137].
- 17 mars : Les Knicks de New York battent leur record du nombre de tirs primés dans un match lors de leur victoire 120-99 sur les Grizzlies de Memphis, marquant 20 fois à trois points, soit une plus que leur précédent record établi face à la même équipe en 2008. Le principal artisan de ce nouveau record est Toney Douglas avec 9 paniers primés[137].
- 18 mars : LeBron James marque 43 points lors de la victoire du Heat de Miami 106-85 sur le parquet des Hawks d'Atlanta. À cette occasion, James devient le plus jeune joueur à atteindre les 17 000 points en carrière. Il bat de deux ans le précédent record détenu par Kobe Bryant (26 ans et 78 jours contre 28 ans et 86 jours)[138].
- 20 mars : Kevin Martin des Rockets de Houston réalise un sans-faute aux lancers francs (18 sur 18) lors de la victoire 110-108 de son équipe sur le Jazz. C'est la huitième fois de sa carrière qu'il réalise un sans-faute aux lancers francs, avec au moins quinze lancers. Seul Oscar Robertson, avec 11 sans-fautes, le devance encore[138]. Lors de ce même match, l'entraîneur des Rockets, Rick Adelman, devient avec sa 939e victoire en carrière le 9e entraîneur le plus victorieux de l'histoire en NBA[138].
- 20 mars : Lors de la défaite de son équipe 92-98 à Washington, le meneur des Nets, Jordan Farmar, réalise 17 passes décisives. Devin Harris et Deron Williams avaient déjà réalisé cette performance durant la saison. Ainsi, c'est la première fois de l'histoire qu'une franchise compte 3 joueurs ayant distribué au moins 17 passes lors d'un match dans une même saison[138].
- 23 mars : Les Grizzlies de Memphis s'imposent 90-87 au TD Garden de Boston. Leon Powe et Zach Randolph, les meilleurs marqueurs de la rencontre côté Grizzlies n'ont marqué que 13 points chacun. Cela faisait 7 ans qu'une équipe n'avait pas gagné avec un meilleur marqueur à moins de 14 points[138].
- 24 mars : Les Mavericks de Dallas atteignent pour la 11e saison d'affilée la barre des 55 victoires en saison régulière en disposant 104-96 des Timberwolves du Minnesota. Dallas est à une saison du record qui est codétenu par les Spurs de San Antonio (1999-2011, série en cours) et les Lakers de Los Angeles (1979-1991)[138].
- 25 mars : Lors du match Magic d'Orlando - Nets du New Jersey (95-85), les joueurs de la franchise floridienne ne commettent que 7 fautes, ce qui est un record de franchise. Le précédent record était de 9 face à Boston en 1998[139].
- 26 mars : Derrick Rose, meneur de jeu des Bulls de Chicago, inscrit 30 points et distribue 17 passes, lors de la victoire 95-87 des joueurs de l'Illinois sur le parquet des Bucks. Il est le premier joueur à réaliser ces stats dans un match où une équipe inscrit 95 points ou moins[140].
- 27 mars : Chris Bosh, LeBron James et Dwyane Wade du Heat de Miami marquent chacun 30 points (respectivement 31, 33 et 30) et prennent au moins 10 rebonds (respectivement 12, 10 et 11)[141], lors de la victoire 125-119 de leur franchise sur les Rockets de Houston. C'est seulement le deuxième trio de l'histoire à accomplir cette performance lors d'un match qui se termine dans le temps réglementaire après Oscar Robertson, Jack Twyman et Wayne Embry en 1961[140].
- 28 mars : Chauncey Billups devient le 5e marqueur de tirs à 3 points de l'histoire lors du match Knicks de New York - Magic d'Orlando (113-106 a.p.)[140],[142].
- 29 mars : En disposant 115-114 a.p des Warriors de Golden State, le Thunder obtient sa 8e victoire de la saison en prolongation (contre 1 défaite) et n'est plus qu'à une unité du record de Sacramento établi lors de la 2000-2001[140].
- 30 mars : Les Pacers de l'Indiana sont assurés de boucler leur 22e saison d'affilée avec un bilan positif grâce à leur succès 111-101 sur les Pistons de Détroit. C'est la plus longue série en cours[143].
- 31 mars : Les Spurs de San Antonio s'inclinent 97-107 dans leur salle du AT&T Center contre les Celtics de Boston. Cela faisait 14 ans et 1 112 matchs que les Spurs n'avaient pas enchaîné 5 défaites consécutives en saison régulière. C'est la deuxième plus longue série de l’histoire de la NBA. Le record est de 1 412 matchs, réalisé entre 1950 à 1969 par les Celtics[140].

#### Avril
- 1er avril : Jordan Crawford, joueur des Wizards de Washington depuis février, réalise le premier triple-double de sa carrière, lors de la victoire 115-107 sur les Cavaliers de Cleveland. John Wall ayant déjà réalisé un triple-double plus tôt dans la saison, les Wizards entrent dans l'histoire en devenant la première franchise à voir 2 rookies réaliser un triple-double lors de la même saison. Dans le même match, leur coéquipier Andray Blatche, prend 16 rebonds offensifs, ce qui est un nouveau record de franchise[144]. C'est également le record de la saison[145].
- 3 avril : Chris Paul réalise sa 1 000e interception en carrière lors de la victoire 108-96 des Hornets sur les Pacers[144].
- 5 avril : Les Wizards de Washington enchaînent leur troisième victoire consécutive, en battant les Pistons de Détroit 107-105, après avoir battu les Cavaliers (115-107) et les Bobcats de Charlotte (97-91 à l'extérieur). Cela faisait 3 ans et 244 matchs que les Wizards n'avaient pas établi une série de victoires aussi longue. Ils battent d'un match le précédent record détenu par les 76ers de Philadelphie et établi de 1971 à 1974[144].
- 5 avril : Lors de la défaite 81-82 de son équipe face aux Clippers de Los Angeles, Mike Conley Jr., meneur de jeu des Grizzlies de Memphis, bat le record d'interceptions réalisées en une année (138 à l'issue du match). Le record était détenu depuis la saison 2003-2004 par James Posey[144].
- 6 avril : LeBron James devient le huitième joueur de l’histoire à atteindre les 2 000 points en saison régulière à au moins sept reprises dans sa carrière lors de la défaite 85-90 du Heat de Miami contre les Bucks de Milwaukee. C'est le plus jeune joueur à accomplir cette performance[144].
- 6 avril : Gregg Popovich décroche sa 796e victoire en tant qu'entraîneur des Spurs de San Antonio, lors de la victoire 124-92 ses Spurs contre les Kings de Sacramento. Il devient deuxième entraîneur de l’histoire de la NBA au nombre de matchs gagnés avec une seule et même équipe, devançant l'ancien entraîneur des Celtics de Boston Red Auerbach, auteur de 795 victoires avec Boston. Le meilleur de cette catégorie est Jerry Sloan avec 1127 victoires en tant qu'entraîneur du Jazz de l'Utah[144].
- 6 avril : Dorell Wright, ailier des Warriors de Golden State, inscrit son 184e panier à 3 points de la saison, lors de la victoire 95-87 des Warriors sur les Lakers de Los Angeles. Il bat l'ancien record de la franchise (183 tirs primés) qui était la propriété de Jason Richardson depuis la saison 2003-2004[146].
- 9 avril : Ty Lawson des Nuggets de Denver rentre ses dix premiers paniers à 3 points lors de la victoire de sa franchise sur les Timberwolves du Minnesota (130-106), ce qui est un nouveau record NBA. Mais en ratant un panier tenté depuis son camp, au buzzer du troisième quart-temps, il ne bat pas le record codétenu par Latrell Sprewell et Ben Gordon du nombre de paniers primés dans un match sans échec (9). Grâce notamment à cette performance, les Nuggets battent leur record de franchise de paniers primés dans un match (19)[147].
- 10 avril : Jason Terry inscrit son millième panier à 3 points sous le maillot des Mavericks de Dallas, lors de la victoire 115-90 des Texans sur les Suns. Seul son équipier Dirk Nowitzki a également franchi ce seuil dans l'histoire de la franchise[147].
- 11 avril : LeBron James est assuré de terminer meilleur marqueur à l'extérieur pour la quatrième année consécutive, Michael Jordan était le dernier joueur à avoir réalisé cet exploit[147].
- 13 avril : L'American Airlines Center des Mavericks de Dallas est à guichets fermés pour la 399e fois consécutive. C’est la plus longue série en cours en NBA[147].
- 13 avril : Toutes les franchises disputent leur dernier match le même jour lors de la dernière journée de la saison régulière. C’est seulement la deuxième fois de l’histoire que cela arrive. La première fois, c’était en 1957 et la NBA ne comptait alors que 8 franchises[147].

### Classements
| Champion de division | Qualifié pour les playoffs | Éliminé des playoffs |

Les champions de division sont automatiquement qualifiés pour les playoffs.

#### Par division
Source : nba.com
| Division Atlantique       | V  | D  | PCT    | GB   | Dom   | Ext   | Div  | Conf  |
| ------------------------- | -- | -- | ------ | ---- | ----- | ----- | ---- | ----- |
| (3) Celtics de Boston     | 56 | 26 | 68,3 % | -    | 33-8  | 23-18 | 13-3 | 37-15 |
| (6) Knicks de New York    | 42 | 40 | 51,2 % | 14.0 | 23-18 | 19-22 | 10-6 | 28-24 |
| (7) 76ers de Philadelphie | 41 | 41 | 50,0 % | 15.0 | 26-15 | 15-26 | 9-7  | 25-27 |
| Nets du New Jersey        | 24 | 58 | 29,3 % | 32.0 | 19-22 | 5-36  | 3-13 | 13-39 |
| Raptors de Toronto        | 22 | 60 | 26,8 % | 34.0 | 16-25 | 6-35  | 5-11 | 14-38 |

| Division Centrale       | V  | D  | PCT    | GB   | Dom   | Ext   | Div  | Conf  |
| ----------------------- | -- | -- | ------ | ---- | ----- | ----- | ---- | ----- |
| (1) Bulls de Chicago    | 62 | 20 | 75,6 % | -    | 36-5  | 26-15 | 15-1 | 39-13 |
| (8) Pacers de l'Indiana | 37 | 45 | 45,1 % | 25.0 | 24-17 | 13-28 | 9-7  | 28-24 |
| Bucks de Milwaukee      | 35 | 47 | 42,7 % | 27.0 | 22-19 | 13-28 | 6-10 | 26-26 |
| Pistons de Détroit      | 30 | 52 | 36,6 % | 32.0 | 21-20 | 9-32  | 7-9  | 22-30 |
| Cavaliers de Cleveland  | 19 | 63 | 23,2 % | 43.0 | 12-29 | 7-34  | 3-13 | 15-37 |

| Division Sud-Est      | V  | D  | PCT    | GB   | Dom   | Ext   | Div  | Conf  |
| --------------------- | -- | -- | ------ | ---- | ----- | ----- | ---- | ----- |
| (2) Heat de Miami     | 58 | 24 | 70,7 % | -    | 30-11 | 28-13 | 13-3 | 38-14 |
| (4) Magic d'Orlando   | 52 | 30 | 63,4 % | 06.0 | 29-12 | 23-18 | 11-5 | 36-16 |
| (5) Hawks d'Atlanta   | 44 | 38 | 41,5 % | 14.0 | 24-17 | 20-21 | 9-7  | 31-21 |
| Bobcats de Charlotte  | 34 | 48 | 41,5 % | 24.0 | 21-20 | 13-28 | 4-12 | 22-30 |
| Wizards de Washington | 23 | 59 | 28,0 % | 35.0 | 20-21 | 3-38  | 3-13 | 16-36 |

| Division Nord-Ouest           | V  | D  | PCT    | GB   | Dom   | Ext   | Div  | Conf  |
| ----------------------------- | -- | -- | ------ | ---- | ----- | ----- | ---- | ----- |
| (4) Thunder d'Oklahoma City   | 55 | 27 | 67,1 % | -    | 30-11 | 25-16 | 13-3 | 33-19 |
| (5) Nuggets de Denver         | 50 | 32 | 61,0 % | 05.0 | 33-8  | 17-24 | 9-7  | 30-22 |
| (6) Trail Blazers de Portland | 48 | 34 | 58,5 % | 07.0 | 30-11 | 18-23 | 10-6 | 30-22 |
| Jazz de l'Utah                | 39 | 43 | 47,6 % | 16.0 | 21-20 | 18-23 | 7-9  | 21-31 |
| Timberwolves du Minnesota     | 17 | 65 | 20,7 % | 38.0 | 12-29 | 5-36  | 1-15 | 7-45  |

| Division Pacifique        | V  | D  | PCT    | GB   | Dom   | Ext   | Div  | Conf  |
| ------------------------- | -- | -- | ------ | ---- | ----- | ----- | ---- | ----- |
| (2) Lakers de Los Angeles | 57 | 25 | 69,5 % | -    | 30-11 | 27-14 | 12-4 | 36-16 |
| Suns de Phoenix           | 40 | 42 | 48,8 % | 17.0 | 23-18 | 17-24 | 9-7  | 23-29 |
| Warriors de Golden State  | 36 | 46 | 43,9 % | 21.0 | 26-15 | 10-31 | 5-11 | 21-31 |
| Clippers de Los Angeles   | 32 | 50 | 39,0 % | 25.0 | 23-18 | 9-32  | 7-9  | 19-33 |
| Kings de Sacramento       | 24 | 58 | 29,3 % | 33.0 | 11-30 | 13-28 | 7-9  | 15-37 |

| Division Sud-Ouest                 | V  | D  | PCT    | GB   | Dom   | Ext   | Div  | Conf  |
| ---------------------------------- | -- | -- | ------ | ---- | ----- | ----- | ---- | ----- |
| (1) Spurs de San Antonio           | 61 | 21 | 74,4 % | -    | 36-5  | 25-16 | 10-6 | 38-14 |
| (3) Mavericks de Dallas            | 57 | 25 | 69,5 % | 04.0 | 29-12 | 28-13 | 8-8  | 35-17 |
| (7) Hornets de La Nouvelle-Orléans | 46 | 36 | 56,1 % | 15.0 | 28-13 | 18-23 | 9-7  | 27-25 |
| (8) Grizzlies de Memphis           | 46 | 36 | 56,1 % | 15.0 | 30-11 | 16-25 | 8-8  | 30-22 |
| Rockets de Houston                 | 43 | 39 | 52,4 % | 18.0 | 25-16 | 18-23 | 5-11 | 25-27 |

#### Par conférence
Source : nba.com
| Conférence Est | Conférence Est         | Conférence Est | Conférence Est | Conférence Est | Conférence Est |  |
| No             | Franchise              | Vic.           | Def.           | % V/D          | RV             |  |
| -------------- | ---------------------- | -------------- | -------------- | -------------- | -------------- |  |
| 1              | Bulls de Chicago       | 62             | 20             | 75,6 %         | -              |  |
| 2              | Heat de Miami          | 58             | 24             | 70,7 %         | 04.0           |  |
| 3              | Celtics de Boston      | 56             | 26             | 68,3 %         | 06.0           |  |
| 4              | Magic d'Orlando        | 52             | 30             | 63,4 %         | 10.0           |  |
| 5              | Hawks d'Atlanta        | 44             | 38             | 53,7 %         | 18.0           |  |
| 6              | Knicks de New York     | 42             | 40             | 51,2 %         | 20.0           |  |
| 7              | 76ers de Philadelphie  | 41             | 41             | 50,0 %         | 21.0           |  |
| 8              | Pacers de l'Indiana    | 37             | 45             | 45,1 %         | 25.0           |  |
|                |                        |                |                |                |                |  |
| 9              | Bucks de Milwaukee     | 35             | 47             | 42,7 %         | 27.0           |  |
| 10             | Bobcats de Charlotte   | 34             | 48             | 41,5 %         | 28.0           |  |
| 11             | Pistons de Détroit     | 30             | 52             | 36,6 %         | 32.0           |  |
| 12             | Nets du New Jersey     | 24             | 58             | 29,3 %         | 38.0           |  |
| 13             | Wizards de Washington  | 23             | 59             | 28,0 %         | 39.0           |  |
| 14             | Raptors de Toronto     | 22             | 60             | 26,8 %         | 40.0           |  |
| 15             | Cavaliers de Cleveland | 19             | 63             | 23,2 %         | 43.0           |  |

| Conférence Ouest | Conférence Ouest                   | Conférence Ouest | Conférence Ouest | Conférence Ouest | Conférence Ouest |  |
| No               | Franchise                          | V                | D                | PCT              | GB               |  |
| ---------------- | ---------------------------------- | ---------------- | ---------------- | ---------------- | ---------------- |  |
| 1                | Spurs de San Antonio               | 61               | 21               | 74,4 %           | -                |  |
| 2                | Lakers de Los Angeles (a)          | 57               | 25               | 69,5 %           | 04.0             |  |
| 3                | Mavericks de Dallas (a)            | 57               | 25               | 69,5 %           | 04.0             |  |
| 4                | Thunder d'Oklahoma City            | 55               | 27               | 67,1 %           | 06.0             |  |
| 5                | Nuggets de Denver                  | 50               | 32               | 61,0 %           | 11.0             |  |
| 6                | Trail Blazers de Portland          | 48               | 34               | 58,5 %           | 13.0             |  |
| 7                | Hornets de La Nouvelle-Orléans (b) | 46               | 36               | 56,1 %           | 15.0             |  |
| 8                | Memphis Grizzlies (b)              | 46               | 36               | 56,1 %           | 15.0             |  |
|                  |                                    |                  |                  |                  |                  |  |
| 9                | Rockets de Houston                 | 43               | 39               | 52,4 %           | 18.0             |  |
| 10               | Suns de Phoenix                    | 40               | 42               | 48,8 %           | 21.0             |  |
| 11               | Jazz de l'Utah                     | 39               | 43               | 47,6 %           | 22.0             |  |
| 12               | Warriors de Golden State           | 36               | 46               | 43,9 %           | 25.0             |  |
| 13               | Clippers de Los Angeles            | 32               | 50               | 39,0 %           | 29.0             |  |
| 14               | Kings de Sacramento                | 24               | 58               | 29,3 %           | 37.0             |  |
| 15               | Timberwolves du Minnesota          | 17               | 65               | 20,7 %           | 65.0             |  |

## Play-offs
Les playoffs sont disputés par les huit équipes les mieux classées de la conférence Est et par les huit les mieux classées de la conférence Ouest. Le tableau suivant résume les résultats.

### Tableau
|  | 1er tour         | 1er tour                       | 1er tour                |   |                         | Demi-finales de Conférence | Demi-finales de Conférence | Demi-finales de Conférence |  |   | Finales de Conférence   | Finales de Conférence | Finales de Conférence |  |    | Finales NBA   | Finales NBA | Finales NBA |
|  |                  |                                |                         |   |                         |                            |                            |                            |  |   |                         |                       |                       |  |    |               |             |             |
|  | 1                | Bulls de Chicago               | 4                       |   |                         |                            |                            |                            |  |   |                         |                       |                       |  |    |               |             |             |
|  | 8                | Pacers de l'Indiana            | 1                       |   |                         |                            |                            |                            |  |   |                         |                       |                       |  |    |               |             |             |
|  | 8                | Pacers de l'Indiana            | 1                       |   | 1                       | Bulls de Chicago           | 4                          |                            |  |   |                         |                       |                       |  |    |               |             |             |
|  |                  |                                |                         |   | 1                       | Bulls de Chicago           | 4                          |                            |  |   |                         |                       |                       |  |    |               |             |             |
|  |                  | 5                              | Hawks d'Atlanta         | 2 |                         |                            |                            |                            |  |   |                         |                       |                       |  |    |               |             |             |
|  | 4                | 5                              | Hawks d'Atlanta         | 2 | Magic d'Orlando         | 2                          |                            |                            |  |   |                         |                       |                       |  |    |               |             |             |
|  | 4                |                                |                         |   | Magic d'Orlando         | 2                          |                            |                            |  |   |                         |                       |                       |  |    |               |             |             |
|  | 5                | Hawks d'Atlanta                | 4                       |   |                         |                            |                            |                            |  |   |                         |                       |                       |  |    |               |             |             |
|  | 5                | Hawks d'Atlanta                | 4                       |   |                         |                            |                            |                            |  | 1 | Bulls de Chicago        | 1                     |                       |  |    |               |             |             |
|  | Conférence Est   |                                |                         |   |                         |                            |                            |                            |  | 1 | Bulls de Chicago        | 1                     |                       |  |    |               |             |             |
|  |                  | 2                              | Heat de Miami           | 4 |                         |                            |                            |                            |  |   |                         |                       |                       |  |    |               |             |             |
|  | 3                | 2                              | Heat de Miami           | 4 | Celtics de Boston       | 4                          |                            |                            |  |   |                         |                       |                       |  |    |               |             |             |
|  | 3                |                                |                         |   | Celtics de Boston       | 4                          |                            |                            |  |   |                         |                       |                       |  |    |               |             |             |
|  | 6                | Knicks de New York             | 0                       |   |                         |                            |                            |                            |  |   |                         |                       |                       |  |    |               |             |             |
|  | 6                | Knicks de New York             | 0                       |   | 3                       | Celtics de Boston          | 1                          |                            |  |   |                         |                       |                       |  |    |               |             |             |
|  |                  |                                |                         |   | 3                       | Celtics de Boston          | 1                          |                            |  |   |                         |                       |                       |  |    |               |             |             |
|  |                  | 2                              | Heat de Miami           | 4 |                         |                            |                            |                            |  |   |                         |                       |                       |  |    |               |             |             |
|  | 2                | 2                              | Heat de Miami           | 4 | Heat de Miami           | 4                          |                            |                            |  |   |                         |                       |                       |  |    |               |             |             |
|  | 2                |                                |                         |   | Heat de Miami           | 4                          |                            |                            |  |   |                         |                       |                       |  |    |               |             |             |
|  | 7                | 76ers de Philadelphie          | 1                       |   |                         |                            |                            |                            |  |   |                         |                       |                       |  |    |               |             |             |
|  | 7                | 76ers de Philadelphie          | 1                       |   |                         |                            |                            |                            |  |   |                         |                       |                       |  | E2 | Heat de Miami | 2           |             |
|  |                  |                                |                         |   |                         |                            |                            |                            |  |   |                         |                       |                       |  | E2 | Heat de Miami | 2           |             |
|  |                  | W3                             | Mavericks de Dallas     | 4 |                         |                            |                            |                            |  |   |                         |                       |                       |  |    |               |             |             |
|  | 1                | W3                             | Mavericks de Dallas     | 4 | Spurs de San Antonio    | 2                          |                            |                            |  |   |                         |                       |                       |  |    |               |             |             |
|  | 1                |                                |                         |   | Spurs de San Antonio    | 2                          |                            |                            |  |   |                         |                       |                       |  |    |               |             |             |
|  | 8                | Grizzlies de Memphis           | 4                       |   |                         |                            |                            |                            |  |   |                         |                       |                       |  |    |               |             |             |
|  | 8                | Grizzlies de Memphis           | 4                       |   | 8                       | Grizzlies de Memphis       | 3                          |                            |  |   |                         |                       |                       |  |    |               |             |             |
|  |                  |                                |                         |   | 8                       | Grizzlies de Memphis       | 3                          |                            |  |   |                         |                       |                       |  |    |               |             |             |
|  |                  | 4                              | Thunder d'Oklahoma City | 4 |                         |                            |                            |                            |  |   |                         |                       |                       |  |    |               |             |             |
|  | 4                | 4                              | Thunder d'Oklahoma City | 4 | Thunder d'Oklahoma City | 4                          |                            |                            |  |   |                         |                       |                       |  |    |               |             |             |
|  | 4                |                                |                         |   | Thunder d'Oklahoma City | 4                          |                            |                            |  |   |                         |                       |                       |  |    |               |             |             |
|  | 5                | Nuggets de Denver              | 1                       |   |                         |                            |                            |                            |  |   |                         |                       |                       |  |    |               |             |             |
|  | 5                | Nuggets de Denver              | 1                       |   |                         |                            |                            |                            |  | 4 | Thunder d'Oklahoma City | 1                     |                       |  |    |               |             |             |
|  | Conférence Ouest |                                |                         |   |                         |                            |                            |                            |  | 4 | Thunder d'Oklahoma City | 1                     |                       |  |    |               |             |             |
|  |                  | 3                              | Mavericks de Dallas     | 4 |                         |                            |                            |                            |  |   |                         |                       |                       |  |    |               |             |             |
|  | 3                | 3                              | Mavericks de Dallas     | 4 | Mavericks de Dallas     | 4                          |                            |                            |  |   |                         |                       |                       |  |    |               |             |             |
|  | 3                |                                |                         |   | Mavericks de Dallas     | 4                          |                            |                            |  |   |                         |                       |                       |  |    |               |             |             |
|  | 6                | Trail Blazers de Portland      | 2                       |   |                         |                            |                            |                            |  |   |                         |                       |                       |  |    |               |             |             |
|  | 6                | Trail Blazers de Portland      | 2                       |   | 3                       | Mavericks de Dallas        | 4                          |                            |  |   |                         |                       |                       |  |    |               |             |             |
|  |                  |                                |                         |   | 3                       | Mavericks de Dallas        | 4                          |                            |  |   |                         |                       |                       |  |    |               |             |             |
|  |                  | 2                              | Lakers de Los Angeles   | 0 |                         |                            |                            |                            |  |   |                         |                       |                       |  |    |               |             |             |
|  | 2                | 2                              | Lakers de Los Angeles   | 0 | Lakers de Los Angeles   | 4                          |                            |                            |  |   |                         |                       |                       |  |    |               |             |             |
|  | 2                |                                |                         |   | Lakers de Los Angeles   | 4                          |                            |                            |  |   |                         |                       |                       |  |    |               |             |             |
|  | 7                | Hornets de la Nouvelle-Orléans | 2                       |   |                         |                            |                            |                            |  |   |                         |                       |                       |  |    |               |             |             |

## Leaders statistiques de la saison régulière
Pour pouvoir être classé et prétendre au titre de meilleur joueur de la ligue dans une catégorie statistique, un joueur doit répondre à un minimum de critères édictés dans le Rate Statistic Requirements.
Source : NBA.com Mise à jour le 16 avril 2011
| Catégorie                      | Joueur        | Équipe                         | Stat   |
| ------------------------------ | ------------- | ------------------------------ | ------ |
| Points par match               | Kevin Durant  | Thunder d'Oklahoma City        | 27,7   |
| Rebonds par match              | Kevin Love    | Timberwolves du Minnesota      | 15,2   |
| Passes par match               | Steve Nash    | Suns de Phoenix                | 11,4   |
| Interceptions par match        | Chris Paul    | Hornets de la Nouvelle-Orléans | 2,35   |
| Contres par match              | Andrew Bogut  | Bucks de Milwaukee             | 2,58   |
| Pourcentage de réussite        | Nenê          | Nuggets de Denver              | 61,5 % |
| Pourcentage à 3 points         | Matt Bonner   | Spurs de San Antonio           | 45,7 % |
| Pourcentage aux lancers-francs | Stephen Curry | Warriors de Golden State       | 93,4 % |

## Récompenses

### Trophées annuels
| - Most Valuable Player : Derrick Rose (Bulls de Chicago) - Rookie of the Year : Blake Griffin (Clippers de Los Angeles) - Defensive Player of the Year : Dwight Howard (Magic d'Orlando) - Sixth Man of the Year : Lamar Odom (Lakers de Los Angeles) - Most Improved Player : Kevin Love (Timberwolves du Minnesota) - Coach of the Year : Tom Thibodeau (Bulls de Chicago) - Executive of the Year : Pat Riley (Heat de Miami), Gar Forman (Bulls de Chicago) - NBA Sportsmanship Award : Stephen Curry (Warriors de Golden State) - J. Walter Kennedy Citizenship Award : Ron Artest (Lakers de Los Angeles) |

| - All-NBA First Team: - F Kevin Durant (Thunder d'Oklahoma City) - F LeBron James (Heat de Miami) - C Dwight Howard (Magic d'Orlando) - G Kobe Bryant (Lakers de Los Angeles) - G Derrick Rose (Bulls de Chicago) | - All-NBA Second Team: - F Pau Gasol (Lakers de Los Angeles) - F Dirk Nowitzki (Mavericks de Dallas) - C Amar'e Stoudemire (Knicks de New York) - G Dwyane Wade (Heat de Miami) - G Russell Westbrook (Thunder d'Oklahoma City) | - All-NBA Third Team: - F LaMarcus Aldridge (Trail Blazers de Portland) - F Zach Randolph (Grizzlies de Memphis) - C Al Horford (Hawks d'Atlanta) - G Manu Ginóbili (Spurs de San Antonio) - G Chris Paul (Hornets de la Nouvelle-Orléans) |

| - NBA All-Defensive First Team: - F LeBron James (Heat de Miami) - F Kevin Garnett (Celtics de Boston) - C Dwight Howard (Magic d'Orlando) - G Kobe Bryant (Lakers de Los Angeles) - G Rajon Rondo (Celtics de Boston) | - NBA All-Defensive Second Team: - F Andre Iguodala (76ers de Philadelphie) - F/C Joakim Noah (Bulls de Chicago) - C Tyson Chandler (Mavericks de Dallas) - G Tony Allen (Grizzlies de Memphis) - G Chris Paul (Hornets de la Nouvelle-Orléans) |

| - NBA All-Rookie First Team : - F Blake Griffin (Clippers de Los Angeles) - F/C DeMarcus Cousins (Kings de Sacramento) - G Gary Neal (Spurs de San Antonio) - G Landry Fields (Knicks de New York) - G John Wall (Wizards de Washington) | - NBA All-Rookie Second Team : - F/C Greg Monroe (Pistons de Détroit) - F Wesley Johnson (Timberwolves du Minnesota) - G Eric Bledsoe (Clippers de Los Angeles) - G Derrick Favors (Nets du New Jersey) - G Paul George (Pacers de l'Indiana). |  |

| - MVP des Finales : Dirk Nowitzki (Mavericks de Dallas) |

### Récompenses mensuelles

#### Joueurs du mois
Chaque mois, la NBA élit le meilleur joueur dans chacune des deux conférences.
| Mois               | Conférence Est                                      | Conférence Ouest                                  | Réf.    |
| ------------------ | --------------------------------------------------- | ------------------------------------------------- | ------- |
| octobre - Novembre | Dwight Howard (Magic d'Orlando) (1)                 | Deron Williams (Jazz de l'Utah) (1)               | [ 161 ] |
| décembre           | LeBron James & Dwyane Wade (Heat de Miami) (1), (1) | Kevin Durant (Thunder d'Oklahoma City) (1)        | [ 162 ] |
| janvier            | LeBron James (Heat de Miami) (2)                    | Zach Randolph (Grizzlies de Memphis) (1)          | [ 163 ] |
| février            | Dwight Howard (Magic d'Orlando) (2)                 | LaMarcus Aldridge (Trail Blazers de Portland) (1) | [ 164 ] |
| mars               | Derrick Rose (Bulls de Chicago) (1)                 | Kobe Bryant (Lakers de Los Angeles) (1)           | [ 165 ] |
| avril              | LeBron James (Heat de Miami) (3)                    | Kevin Durant (Thunder d'Oklahoma City) (2)        | [ 166 ] |

#### Rookies du mois
Chaque mois, la NBA élit le meilleur rookie dans chaque conférence.
| Mois             | Conférence Est                         | Conférence Ouest                            | Réf.    |
| ---------------- | -------------------------------------- | ------------------------------------------- | ------- |
| octobre-novembre | Landry Fields (Knicks de New York) (1) | Blake Griffin (Clippers de Los Angeles) (1) | [ 167 ] |
| décembre         | Landry Fields (Knicks de New York) (2) | Blake Griffin (Clippers de Los Angeles) (2) | [ 168 ] |
| janvier          | John Wall (Wizards de Washington) (1)  | Blake Griffin (Clippers de Los Angeles) (3) | [ 169 ] |
| février          | John Wall (Wizards de Washington) (2)  | Blake Griffin (Clippers de Los Angeles) (4) | [ 170 ] |
| mars             | John Wall (Wizards de Washington) (3)  | Blake Griffin (Clippers de Los Angeles) (5) | [ 165 ] |
| avril            | John Wall (Wizards de Washington) (4)  | Blake Griffin (Clippers de Los Angeles) (6) | [ 171 ] |

#### Entraîneurs du mois
Chaque mois, la NBA élit le meilleur entraîneur dans chaque conférence.
| Mois             | Conférence Est                           | Conférence Ouest                                    | Réf.    |
| ---------------- | ---------------------------------------- | --------------------------------------------------- | ------- |
| octobre-novembre | Doc Rivers (Celtics de Boston) (1)       | Gregg Popovich (Spurs de San Antonio) (1)           | [ 172 ] |
| décembre         | Erik Spoelstra (Heat de Miami) (1)       | Gregg Popovich (Spurs de San Antonio) (2)           | [ 173 ] |
| janvier          | Tom Thibodeau (Bulls de Chicago) (1)     | Monty Williams (Hornets de la Nouvelle-Orléans) (1) | [ 174 ] |
| février          | Doug Collins (76ers de Philadelphie) (1) | Rick Carlisle (Mavericks de Dallas) (1)             | [ 175 ] |
| mars             | Tom Thibodeau (Bulls de Chicago) (2)     | Phil Jackson (Lakers de Los Angeles) (1)            | [ 165 ] |
| avril            | Tom Thibodeau (Bulls de Chicago) (3)     | Nate McMillan (Trail Blazers de Portland) (1)       | [ 176 ] |

### Récompenses hebdomadaires

#### Joueurs de la semaine
Chaque semaine, la NBA élit le meilleur joueur dans chacune des deux conférences.
| Semaine                   | Conférence Est                             | Conférence Ouest                                  | Réf.    |
| ------------------------- | ------------------------------------------ | ------------------------------------------------- | ------- |
| 26 au 31 octobre          | Rajon Rondo (Celtics de Boston) (1)        | Pau Gasol (Lakers de Los Angeles) (1)             | [ 177 ] |
| 1er au 7 novembre         | Dwight Howard (Magic d'Orlando) (1)        | Chris Paul (Hornets de la Nouvelle-Orléans) (1)   | [ 178 ] |
| 8 au 14 novembre          | Derrick Rose (Bulls de Chicago) (1)        | Deron Williams (Jazz de l'Utah) (1)               | [ 179 ] |
| 15 au 21 novembre         | Amar'e Stoudemire (Knicks de New York) (1) | Russell Westbrook (Thunder d'Oklahoma City) (1)   | [ 180 ] |
| 22 au 28 novembre         | Dwight Howard (Magic d'Orlando) (2)        | Dirk Nowitzki (Mavericks de Dallas) (1)           | [ 181 ] |
| 29 novembre au 5 décembre | Amar'e Stoudemire (Knicks de New York) (2) | Russell Westbrook (Thunder d'Oklahoma City) (2)   | [ 182 ] |
| 6 au 12 décembre          | Dwyane Wade (Heat de Miami) (1)            | Dirk Nowitzki (Mavericks de Dallas) (2)           | [ 183 ] |
| 13 au 20 décembre         | Paul Pierce (Celtics de Boston) (1)        | Tony Parker (Spurs de San Antonio) (1)            | [ 184 ] |
| 21 au 28 décembre         | LeBron James (Heat de Miami) (1)           | Monta Ellis (Warriors de Golden State) (1)        | [ 185 ] |
| 27 décembre au 2 janvier  | Dwyane Wade (Heat de Miami) (2)            | Chauncey Billups (Nuggets de Denver) (1)          | [ 186 ] |
| 3 au 9 janvier            | LeBron James (Heat de Miami) (2)           | Zach Randolph (Grizzlies de Memphis) (1)          | [ 187 ] |
| 10 au 16 janvier          | Derrick Rose (Bulls de Chicago) (2)        | Russell Westbrook (Thunder d'Oklahoma City) (3)   | [ 188 ] |
| 17 au 23 janvier          | Dwight Howard (Magic d'Orlando) (3)        | LaMarcus Aldridge (Trail Blazers de Portland) (1) | [ 189 ] |
| 24 au 30 janvier          | LeBron James (Heat de Miami) (3)           | Zach Randolph (Grizzlies de Memphis) (2)          | [ 190 ] |
| 31 janvier au 6 février   | LeBron James (Heat de Miami) (4)           | Kevin Durant (Thunder d'Oklahoma City) (1)        | [ 191 ] |
| 7 au 13 février           | Dwight Howard (Magic d'Orlando) (4)        | LaMarcus Aldridge (Trail Blazers de Portland) (2) | [ 192 ] |
| 21 au 27 février          | Dwight Howard (Magic d'Orlando) (5)        | Kevin Martin (Rockets de Houston) (1)             | [ 193 ] |
| 28 février au 6 mars      | Paul Pierce (Celtics de Boston) (2)        | Russell Westbrook (Thunder d'Oklahoma City) (4)   | [ 194 ] |
| 7 au 13 mars              | Dwyane Wade (Heat de Miami) (3)            | Tony Parker (Spurs de San Antonio) (2)            | [ 195 ] |
| 14 au 20 mars             | LeBron James (Heat de Miami) (5)           | Kyle Lowry (Rockets de Houston) (1)               | [ 196 ] |
| 21 au 27 mars             | Dwight Howard (Magic d'Orlando) (6)        | Kobe Bryant (Lakers de Los Angeles) (1)           | [ 197 ] |
| 28 mars au 3 avril        | Carmelo Anthony (Knicks de New York) (1)   | Zach Randolph (Grizzlies de Memphis) (3)          | [ 198 ] |
| 4 avril au 10 avril       | Carmelo Anthony (Knicks de New York) (2)   | Kevin Durant (Thunder d'Oklahoma City) (2)        | [ 199 ] |